# Ronde van Wallonië 2014
De 41e editie van de wielerwedstrijd Ronde van Wallonië (Frans: Tour de Wallonie 2014) werd gehouden van 26 juli tot en met 30 juli 2014 in Wallonië, België. De meerdaagse wielerkoers over vijf etappes maakte deel uit van de UCI Europe Tour 2014, in de categorie 2.HC. Deze editie werd gewonnen door de Belg Gianni Meersman. Hij won de vijfde en laatste etappe en werd in alle andere etappes telkens tweede. Alle etappes eindigden in een sprint.

## Deelnemende ploegen
| World Tour              | ProContinentaal              | Continentaal        |
| ----------------------- | ---------------------------- | ------------------- |
| Lotto-Belisol           | Topsport Vlaanderen-Baloise  | Color Code-Biowanze |
| Omega Pharma-Quick-Step | Wanty-Groupe Gobert          | Wallonie-Bruxelles  |
| AG2R La Mondiale        | Bretagne-Séché Environnement |                     |
| Belkin                  | Cofidis                      |                     |
| BMC Racing Team         |                              |                     |
| Europcar                |                              |                     |
| FDJ.fr                  |                              |                     |
| Katjoesja               |                              |                     |
| Movistar                |                              |                     |
| Tinkoff-Saxo            |                              |                     |
| Trek Factory Racing     |                              |                     |

## Startlijst
BMC Racing Team
- 1. —
- 2.  Silvan Dillier
- 3.  Martin Kohler
- 4.  Thor Hushovd
- 5.  Dominik Nerz
- 6.  Sebastian Lander
- 7.  Klaas Lodewyck

Ag2r-La Mondiale
- 11.  Hugo Houle
- 12.  Julien Bérard
- 13.  Sébastien Turgot
- 14.  Damien Gaudin
- 15.  Jawhen Hoetarovitsj
- 16.  Lloyd Mondory
- 17.  Rinaldo Nocentini

Belkin Pro Cycling Team
- 21.  Theo Bos
- 22. —
- 23.  Jos van Emden
- 24.  Rick Flens
- 25.  Jonathan Hivert
- 26.  Barry Markus
- 27.  Nick van der Lijke

FDJ.fr
- 31.  Arnaud Courteille
- 32.  Pierrick Fédrigo
- 33.  Anthony Geslin
- 34.  Yoann Offredo
- 35.  Laurent Pichon
- 36.  Anthony Roux
- 37.  Benoît Vaugrenard

Lotto-Belisol Team
- 41.  Kris Boeckmans
- 42.  Pim Ligthart
- 43.  Jens Debusschere
- 44.  Tosh Van der Sande
- 45.  Jelle Vanendert
- 46.  Tim Wellens
- 47.  Maxime Monfort

Movistar Team
- 51.  Andrey Amador
- 52.  Pablo Lastras
- 53.  José Ivan Gutierrez
- 54.  Juan José Lobato
- 55.  Francisco Ventoso
- 56.  Enrique Sanz
- 57.  Jasha Sütterlin

Omega Pharma-Quick Step
- 61.  Julian Alaphilippe
- 62.  Gianni Meersman
- 63.  Pieter Serry
- 64.  Zdeněk Štybar
- 65.  Guillaume Van Keirsbulck
- 66.  Andrew Fenn
- 67.  Wout Poels

Team Europcar
- 71.  Natnael Berhane
- 72.  Jérôme Cousin
- 73.  Dan Craven
- 74.  Antoine Duchesne
- 75.  Fabrice Jeandesboz
- 76.  Vincent Jérôme
- 77.  Christophe Kern

Team Katjoesja
- 81.  Vladimir Goesev
- 82.  Michail Ignatiev
- 83.  Vjatsjeslav Koeznetsov
- 84.  Pavel Kotsjetkov
- 85.  Rüdiger Selig
- 86.  Aleksej Tsatevitsj
- 87.  Aleksandr Rybakov

Tinkoff-Saxo
- 91.  Christopher Juul Jensen
- 92.  Karsten Kroon
- 93.  Manuele Boaro
- 94.  Marko Kump
- 95.  Matti Breschel
- 96.  Michael Kolář
- 97.  Edward Beltrán

Trek Factory Racing
- 101.  Eugenio Alafaci
- 102.  Laurent Didier
- 103.  Danilo Hondo
- 104.  Giacomo Nizzolo
- 105.  Stijn Devolder
- 106.  Jasper Stuyven
- 107.  Boy van Poppel

Bretagne-Séché Environnement
- 111.  Erwann Corbel
- 112.  Benjamin Le Montagner
- 113.  Clément Koretzky
- 114.  Vegard Stake Laengen
- 115. —
- 116.  Christophe Laborie
- 117.  Pierre-Luc Perichon

Cofidis
- 121.  Edwig Cammaerts
- 122.  Julien Fouchard
- 123.  Romain Hardy
- 124.  Christophe Laporte
- 125.  Florian Sénéchal
- 126.  Louis Verhelst
- 127.  Romain Zingle

Topsport Vlaanderen-Baloise
- 131.  Tom Van Asbroeck
- 132.  Thomas Sprengers
- 133.  Gijs Van Hoecke
- 134.  Yves Lampaert
- 135.  Jelle Wallays
- 136.  Pieter Jacobs
- 137.  Zico Waeytens

Team Wanty-Groupe Gobert
- 141.  Thomas Degand
- 142.  Jempy Drucker
- 143.  Jérôme Gilbert
- 144.  Grégory Habeaux
- 145.  Danilo Napolitano
- 146.  Björn Leukemans
- 147.  Kévin Van Melsen

Color Code-Biowanze
- 151.  Thomas Wertz
- 152.  Ludovic Robeet
- 153.  Ludwig De Winter
- 154.  Gaetan Pons
- 155.  Remy Mertz
- 156.  Florent Delfosse
- 157.  Jerome Kerf

Wallonie Bruxelles
- 161.  Maxime Anciaux
- 162.  Sébastien Delfosse
- 163.  Tom Dernies
- 164.  Boris Dron
- 165.  Laurent Evrard
- 166.  Julien Stassen
- 167.  Antoine Demoitié

## Etappe-overzicht
| etappe | datum   | start                | finish      | type      | afstand  | winnaar          | klassementsleider |
| ------ | ------- | -------------------- | ----------- | --------- | -------- | ---------------- | ----------------- |
| 1e     | 26 juli | Frasnes-lez-Anvaing  | Doornik     | Heuvelrit | 147,9 km | Jens Debusschere | Jens Debusschere  |
| 2e     | 27 juli | Péronnes-lez-Antoing | Perwez      | Heuvelrit | 193,1 km | Giacomo Nizzolo  | Gianni Meersman   |
| 3e     | 28 juli | Somme-Leuze          | Neufchâteau | Heuvelrit | 174,1 km | Juan José Lobato | Gianni Meersman   |
| 4e     | 29 juli | Herve                | Borgworm    | Heuvelrit | 174,9 km | Tom Van Asbroeck | Gianni Meersman   |
| 5e     | 30 juli | Malmedy              | Ans         | Heuvelrit | 180,6 km | Gianni Meersman  | Gianni Meersman   |

## Etappe-uitslagen

### 1e etappe

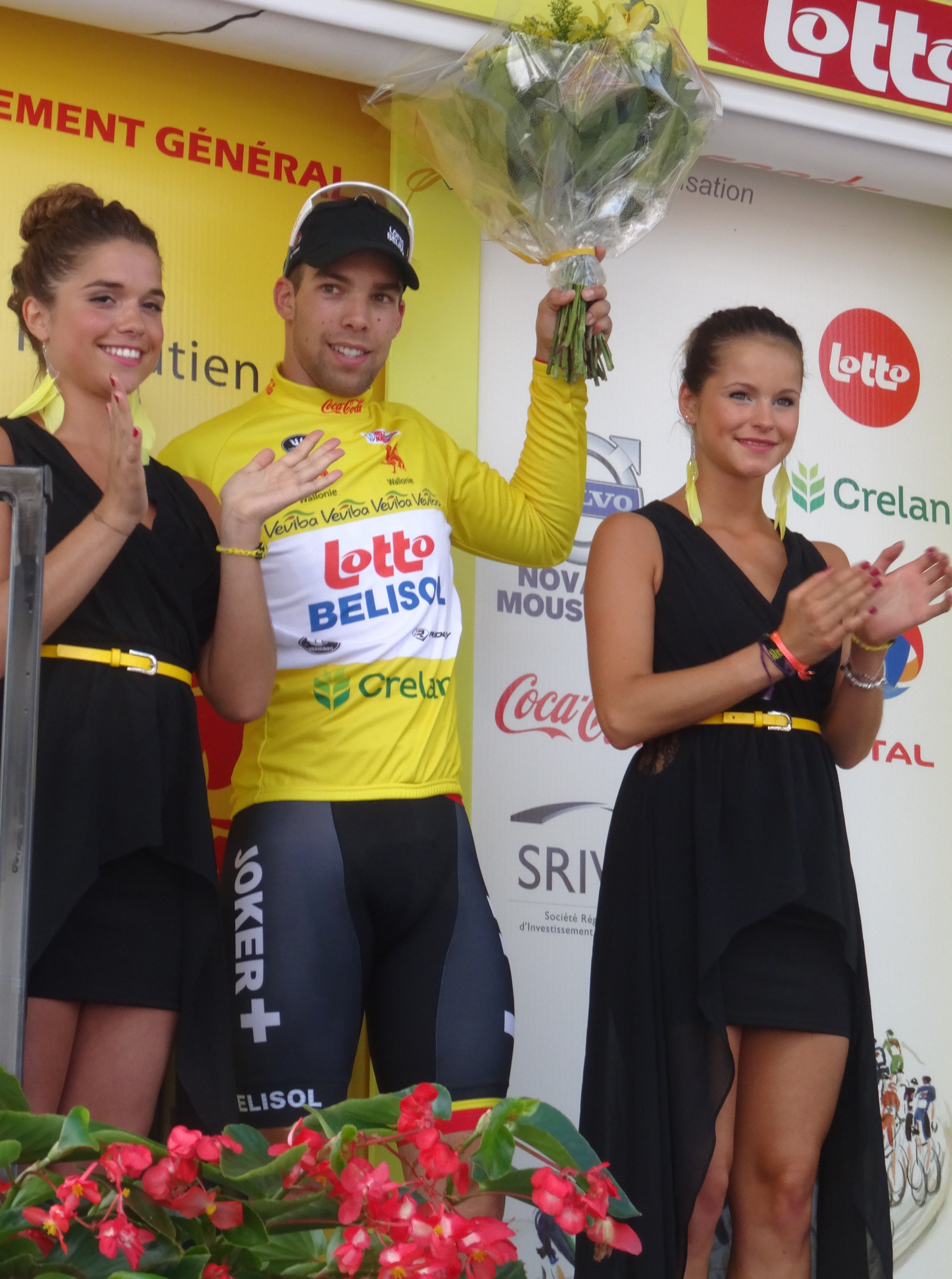
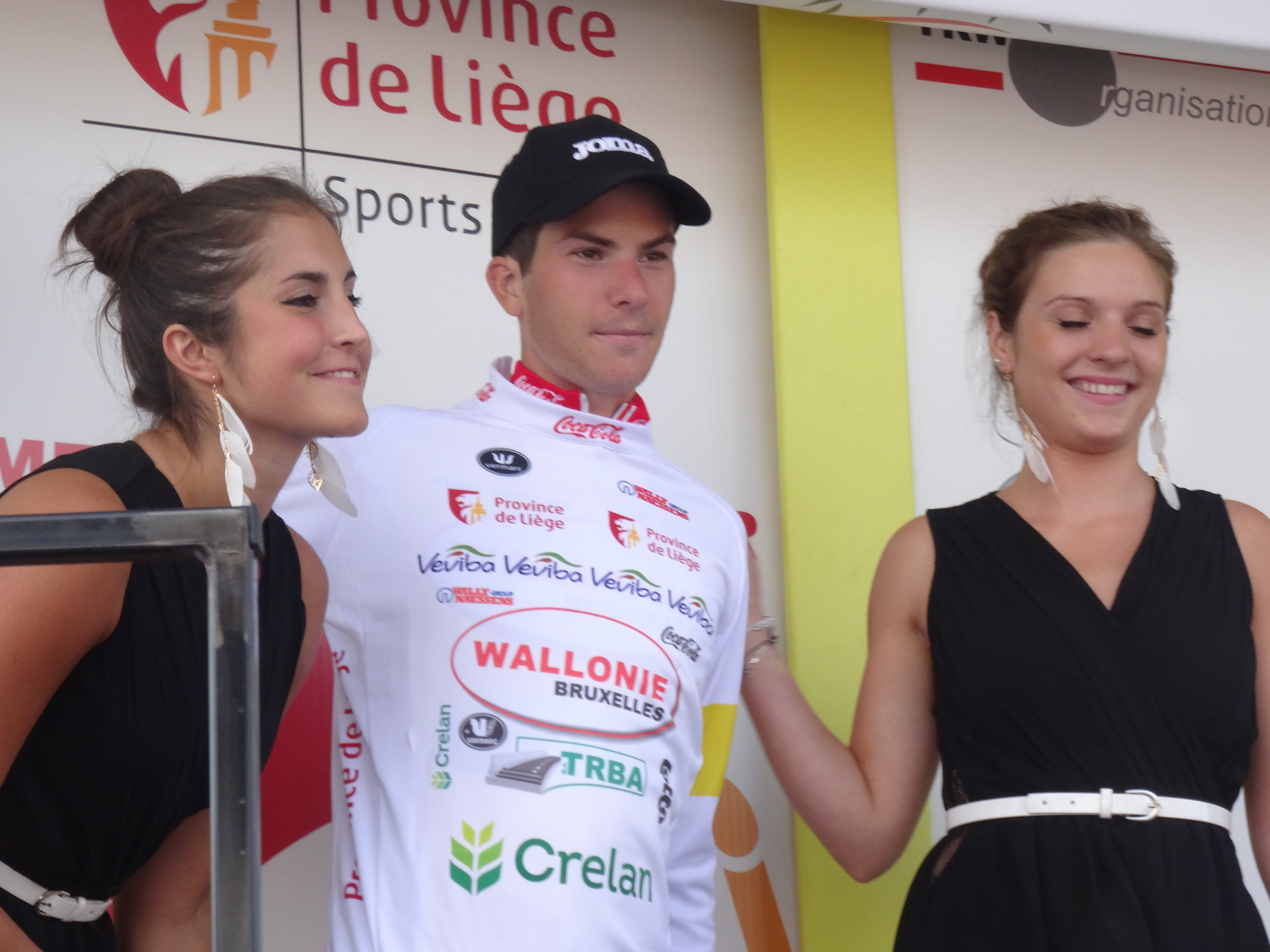
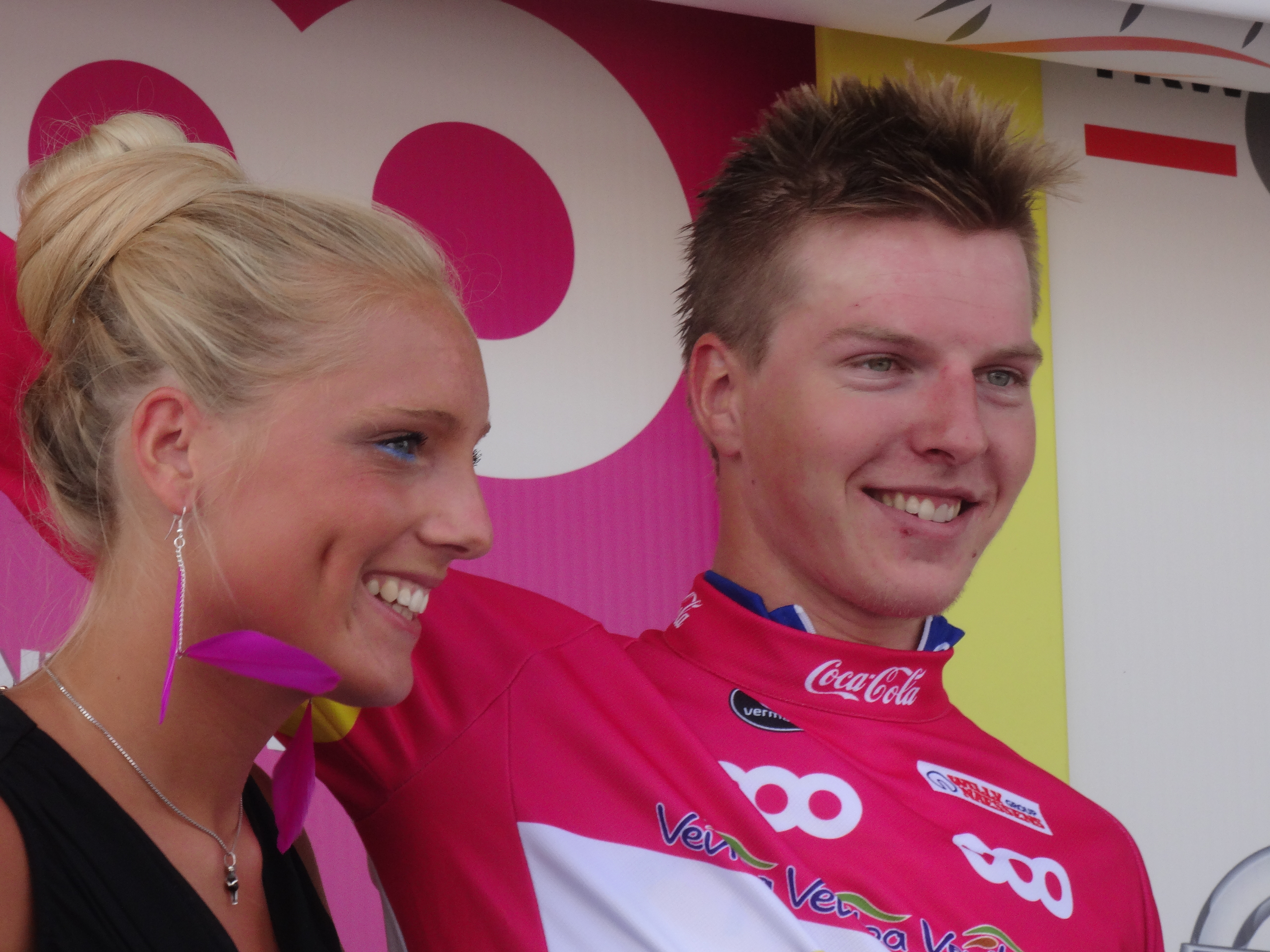
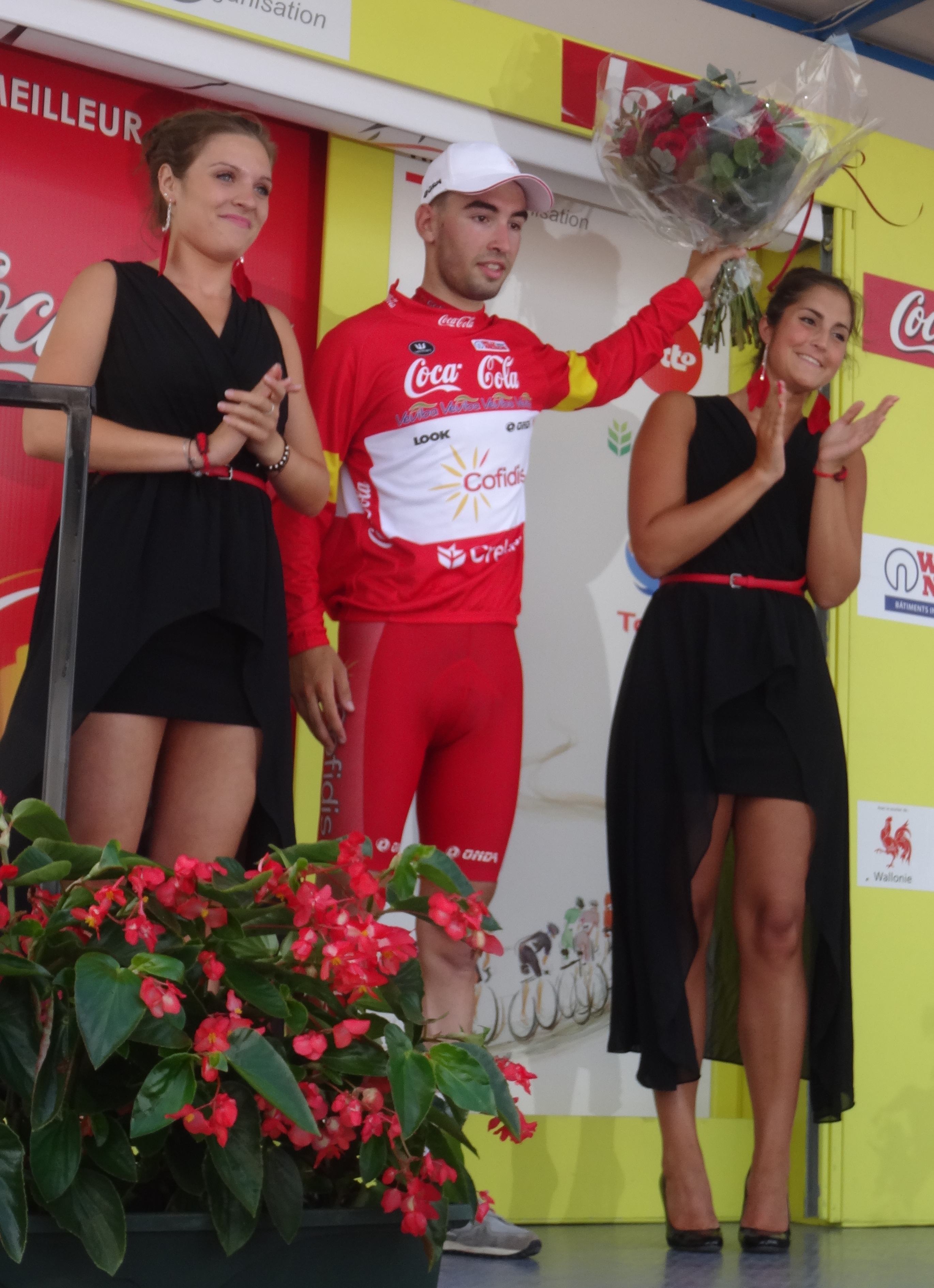
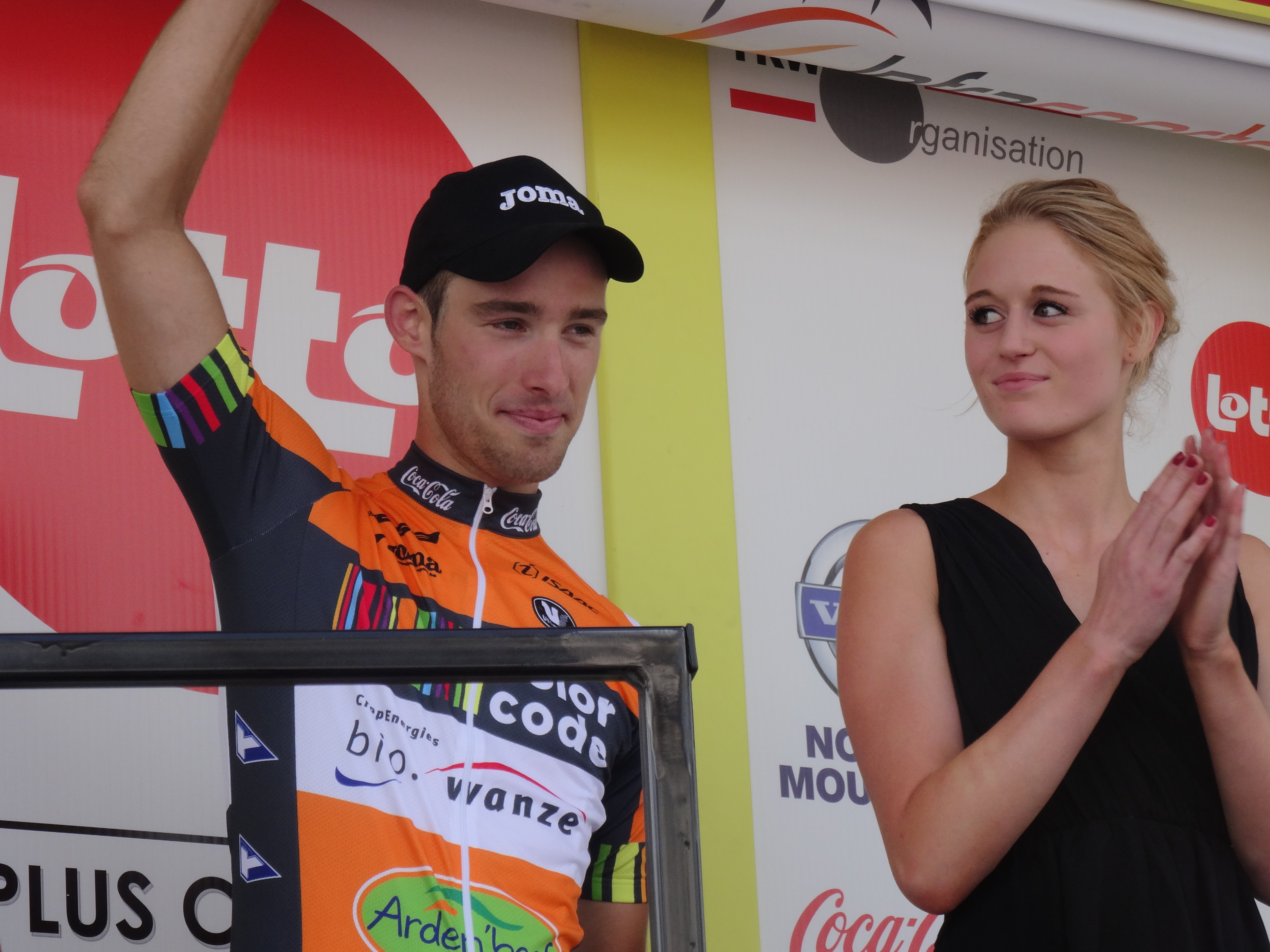

| Frasnes-lez-Anvaing - Doornik (147,9 km) |                        |                             |          |
| Plaats                                   | Naam                   | Ploeg                       | Tijd     |
| Winnaar                                  | Jens Debusschere       | Lotto-Belisol               | 3u39'18" |
| 2                                        | Gianni Meersman        | Omega Pharma-Quick-Step     | z.t.     |
| 3                                        | Juan José Lobato       | Movistar                    | z.t.     |
| 4                                        | Giacomo Nizzolo        | Trek Factory Racing         | z.t.     |
| 5                                        | Marko Kump             | Tinkoff-Saxo                | z.t.     |
| 6                                        | Jawhen Hoetarovitsj    | AG2R La Mondiale            | z.t.     |
| 7                                        | Louis Verhelst         | Cofidis                     | z.t.     |
| 8                                        | Tom Van Asbroeck       | Topsport Vlaanderen-Baloise | z.t.     |
| 9                                        | Theo Bos               | Belkin                      | z.t.     |
| 10                                       | Vjatsjeslav Koeznetsov | Katjoesja                   | z.t.     |

| Algemeen klassement |                     |                             |          |
| Plaats              | Naam                | Ploeg                       | Tijd     |
| Gele trui           | Jens Debusschere    | Lotto-Belisol               | 3u39'08" |
| 2                   | Zico Waeytens       | Topsport Vlaanderen-Baloise | + 1"     |
| 3                   | Gianni Meersman     | Omega Pharma-Quick-Step     | + 4"     |
| 4                   | Juan José Lobato    | Movistar                    | + 6"     |
| 5                   | Giacomo Nizzolo     | Trek Factory Racing         | + 10'    |
| 6                   | Marko Kump          | Tinkoff-Saxo                | z.t.     |
| 7                   | Jawhen Hoetarovitsj | AG2R La Mondiale            | z.t.     |
| 8                   | Louis Verhelst      | Cofidis                     | z.t.     |
| 9                   | Tom Van Asbroeck    | Topsport Vlaanderen-Baloise | z.t.     |
| 10                  | Theo Bos            | Belkin                      | z.t.     |

### 2e etappe

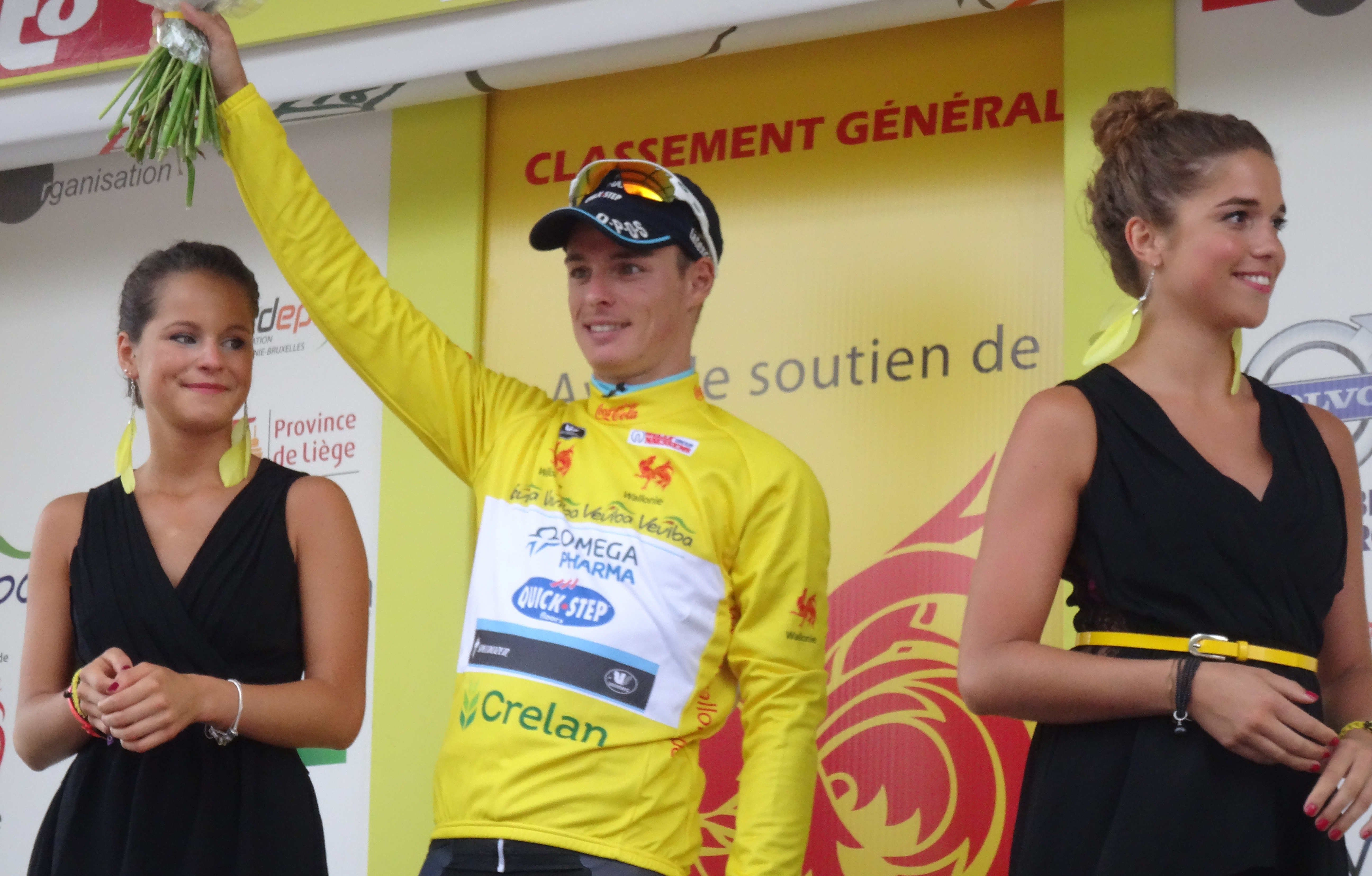
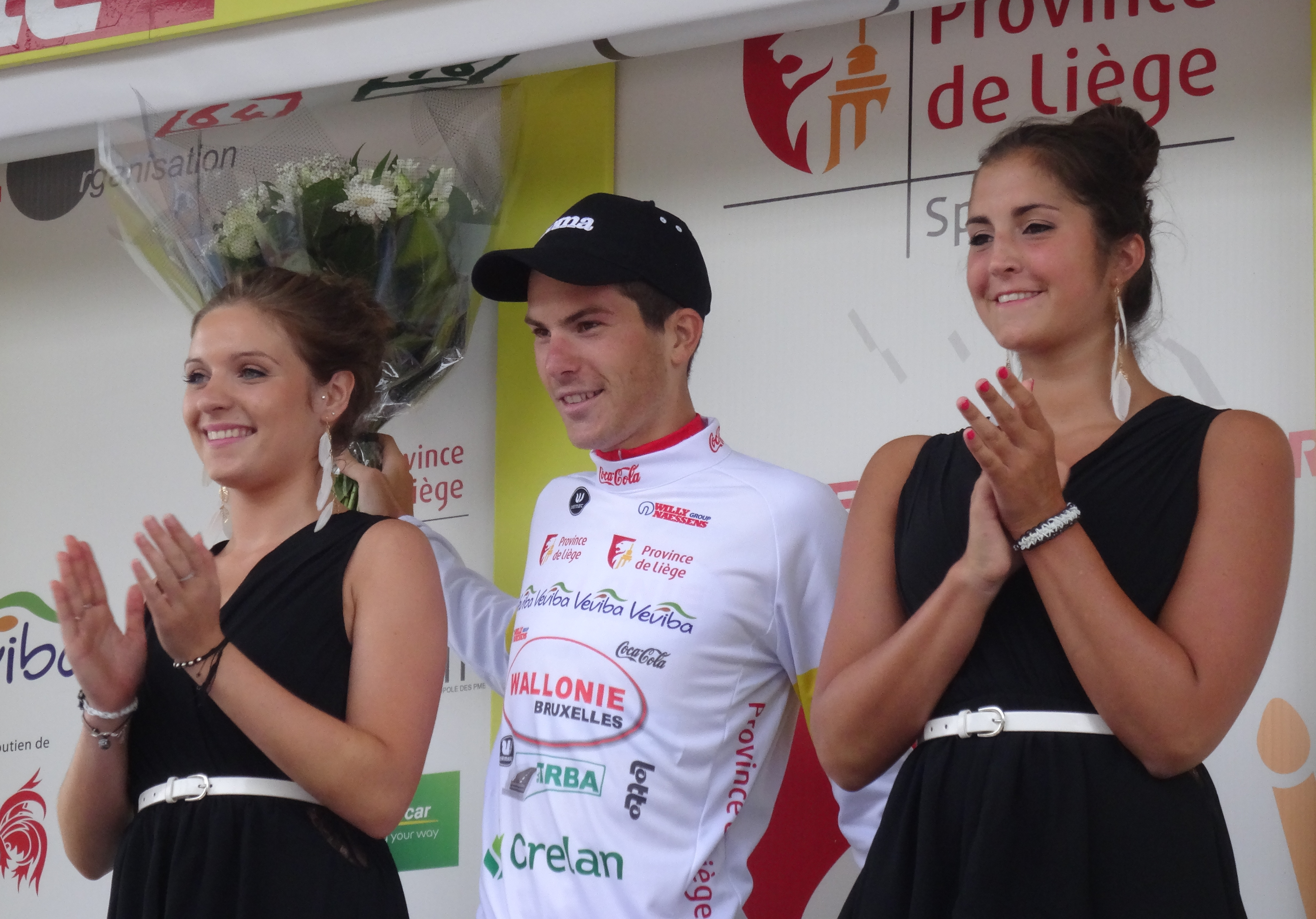
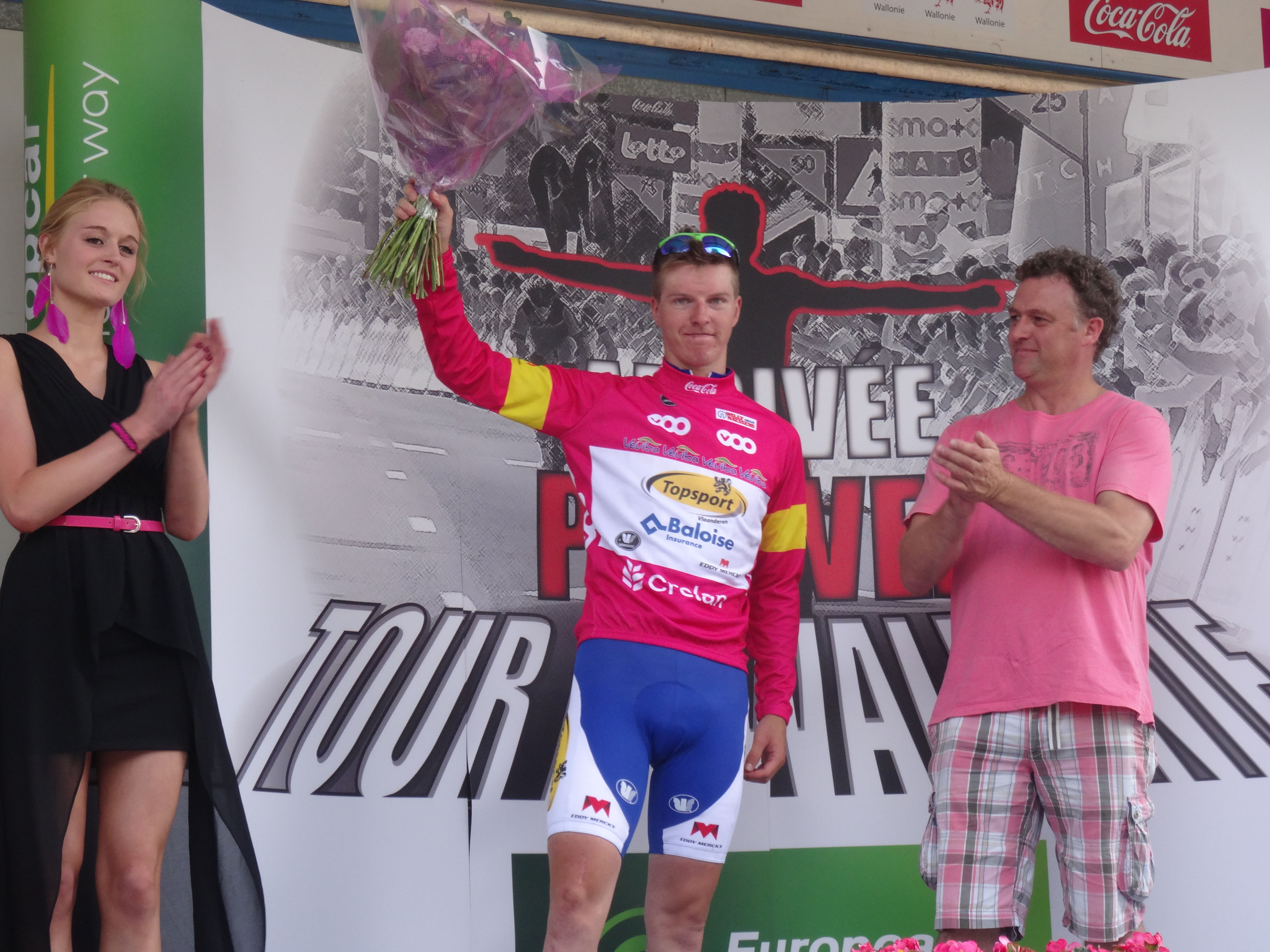
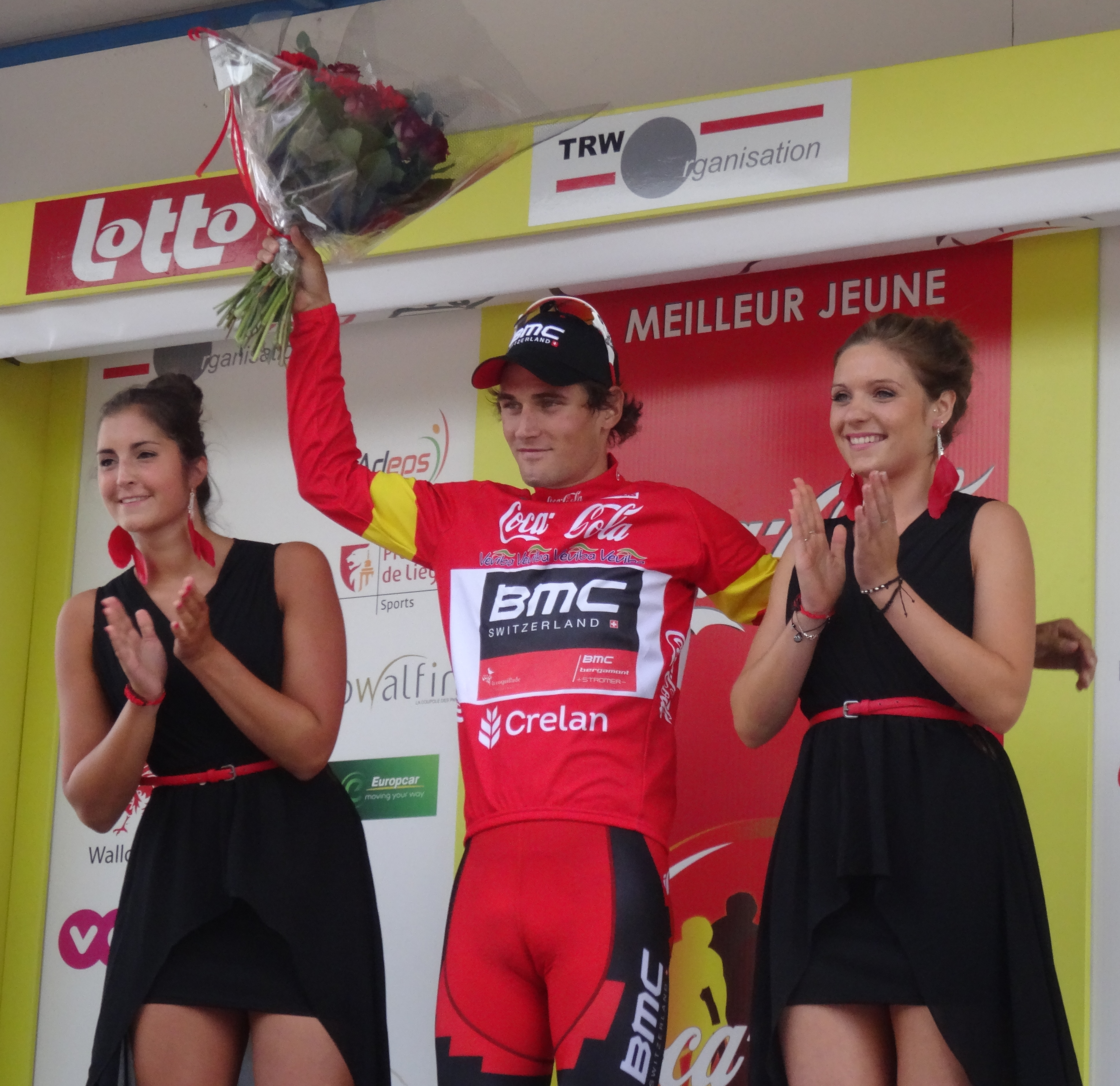
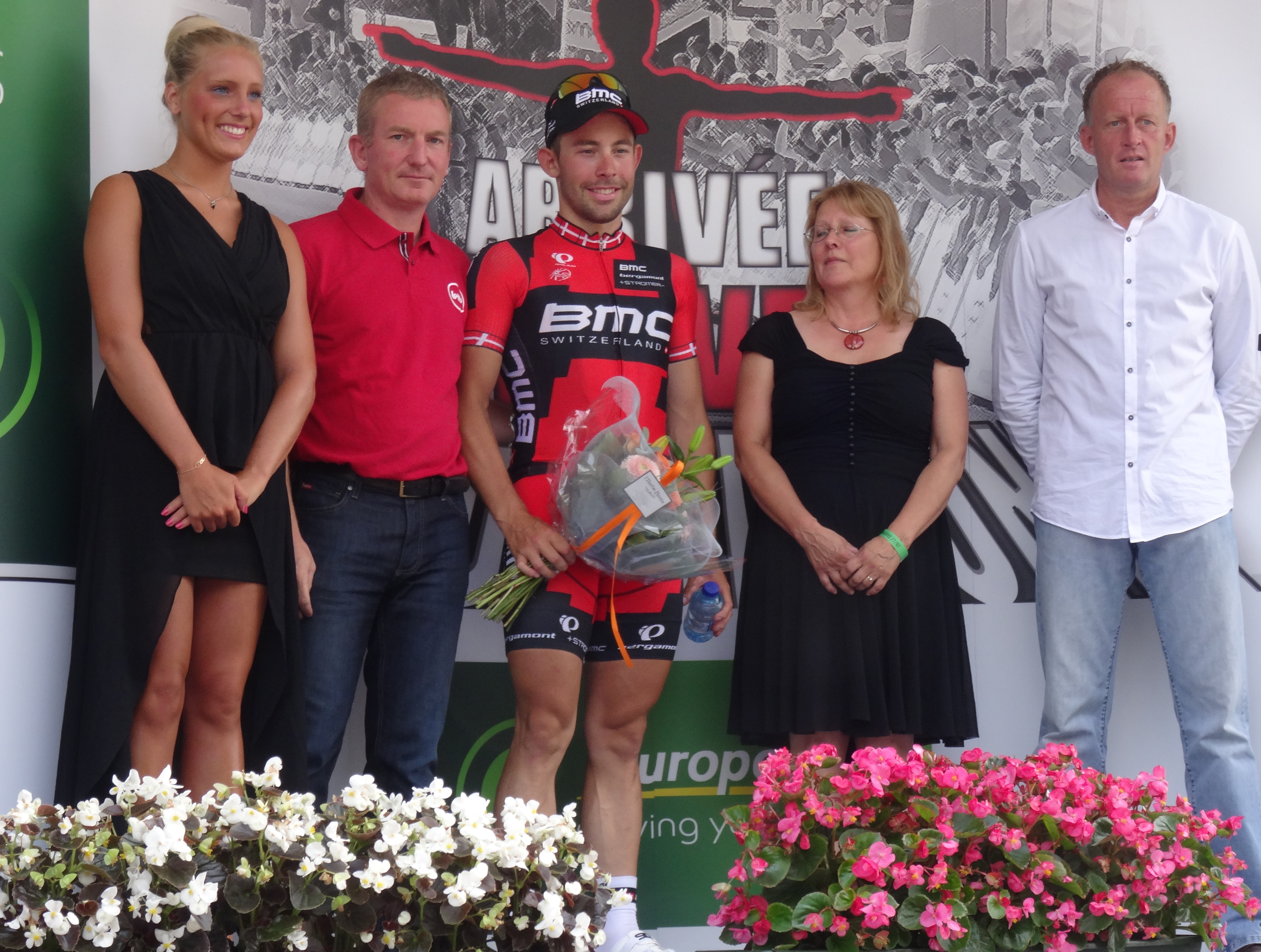

| Péronnes-lez-Antoing - Perwez (193,1 km) |                     |                             |          |
| Plaats                                   | Naam                | Ploeg                       | Tijd     |
| Winnaar                                  | Giacomo Nizzolo     | Trek Factory Racing         | 4u51'35" |
| 2                                        | Gianni Meersman     | Omega Pharma-Quick-Step     | z.t.     |
| 3                                        | Silvan Dillier      | BMC Racing Team             | z.t.     |
| 4                                        | Jawhen Hoetarovitsj | AG2R La Mondiale            | z.t.     |
| 5                                        | Jens Debusschere    | Lotto-Belisol               | z.t.     |
| 6                                        | Marko Kump          | Tinkoff-Saxo                | z.t.     |
| 7                                        | Christophe Laporte  | Cofidis                     | z.t.     |
| 8                                        | Tom Van Asbroeck    | Topsport Vlaanderen-Baloise | z.t.     |
| 9                                        | Nick van der Lijke  | Belkin                      | z.t.     |
| 10                                       | Antoine Demoitié    | Wallonie-Bruxelles          | z.t.     |

| Algemeen klassement |                     |                             |          |
| Plaats              | Naam                | Ploeg                       | Tijd     |
| Gele trui           | Gianni Meersman     | Omega Pharma-Quick-Step     | 8u30'38" |
| 2                   | Giacomo Nizzolo     | Trek Factory Racing         | + 5"     |
| 3                   | Jens Debusschere    | Lotto-Belisol               | z.t.     |
| 4                   | Zico Waeytens       | Topsport Vlaanderen-Baloise | + 6"     |
| 5                   | Sebastian Lander    | BMC Racing Team             | + 10"    |
| 6                   | Silvan Dillier      | BMC Racing Team             | + 11"    |
| 7                   | Juan José Lobato    | Movistar                    | + 12"    |
| 8                   | Pieter Jacobs       | Topsport Vlaanderen-Baloise | z.t.     |
| 9                   | Matti Breschel      | Tinkoff-Saxo                | + 14"    |
| 10                  | Jawhen Hoetarovitsj | AG2R La Mondiale            | + 15"    |
|                     |                     |                             |          |
| 15                  | Nick van der Lijke  | Belkin                      | z.t.     |

### 3e etappe

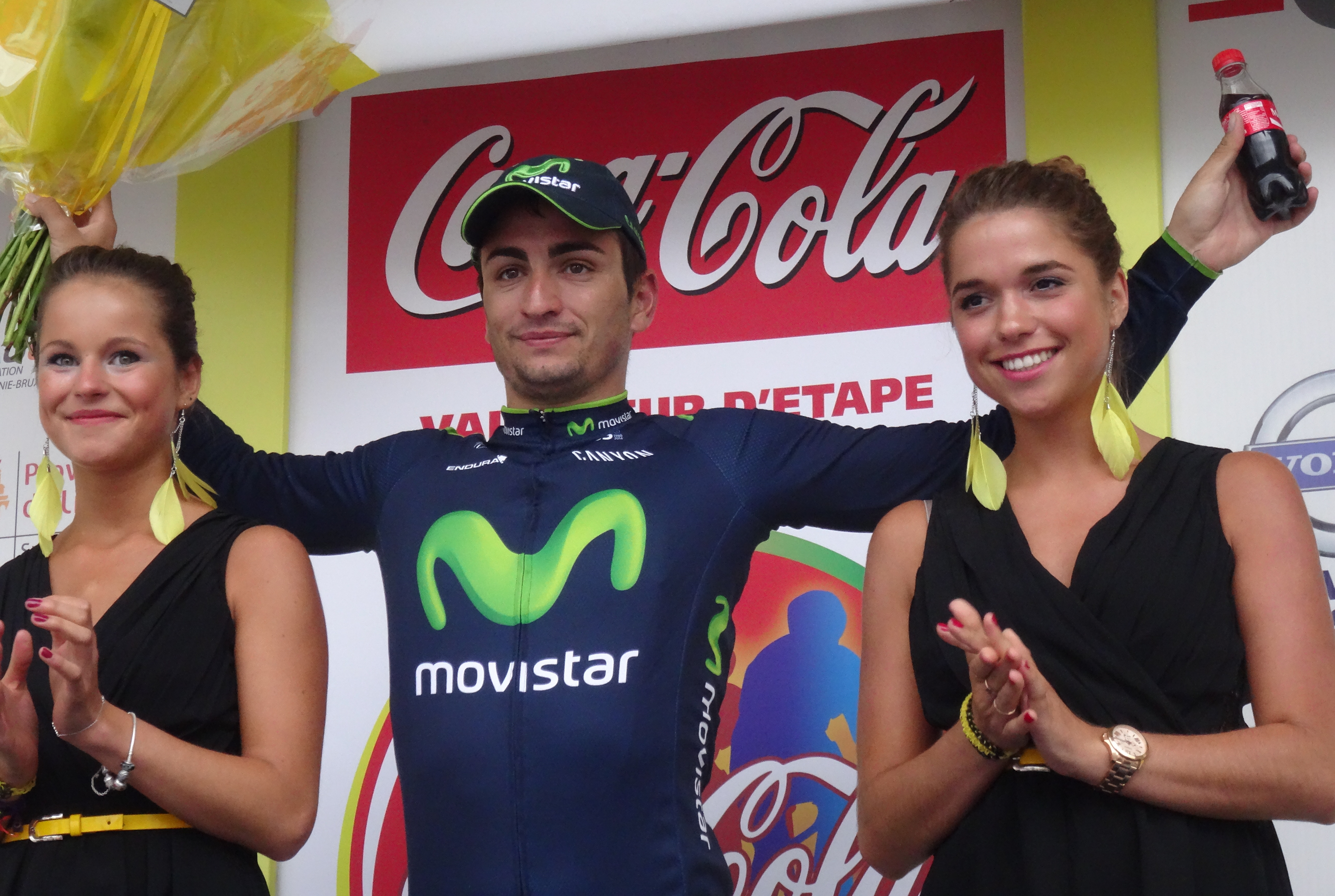
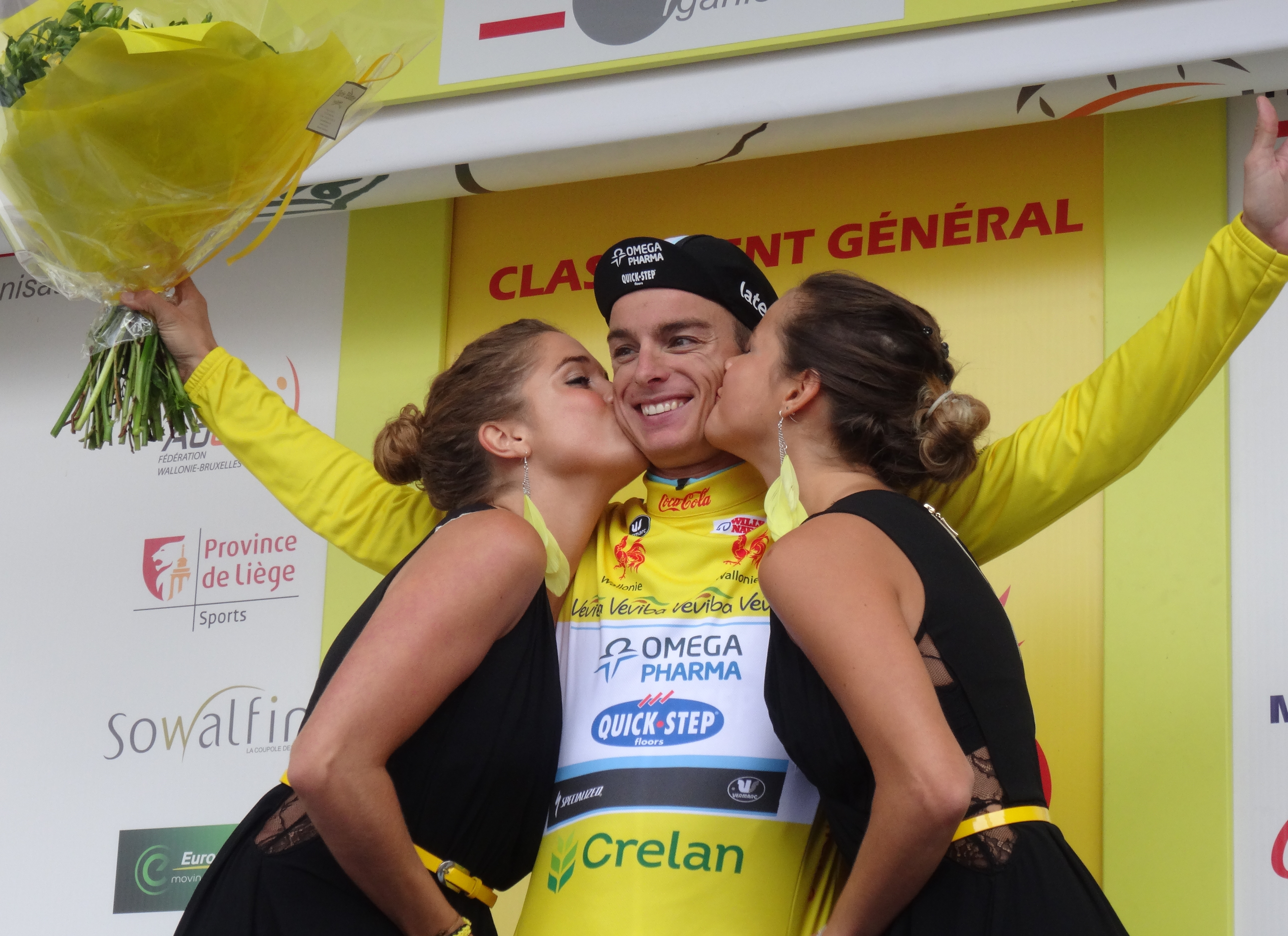
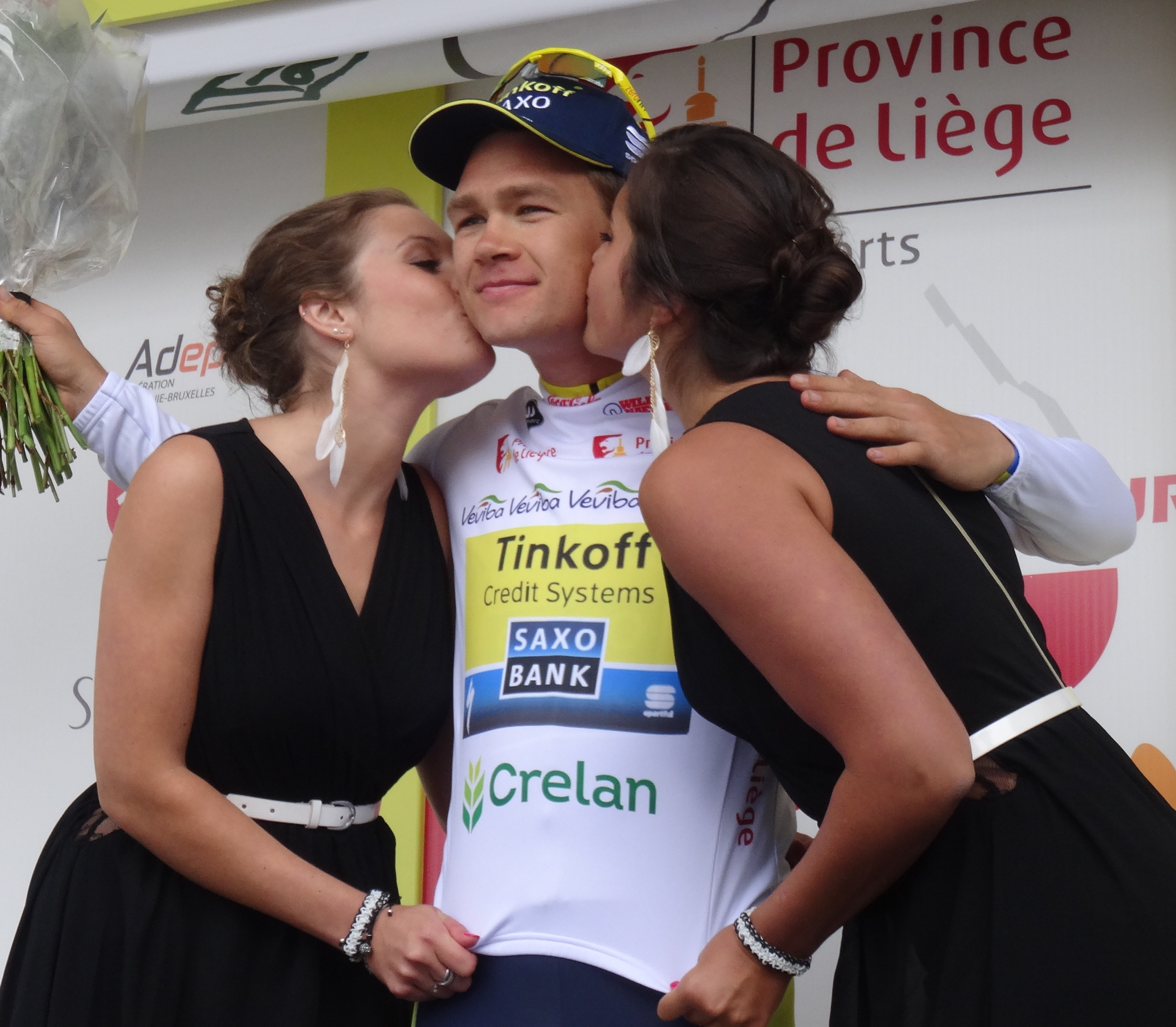
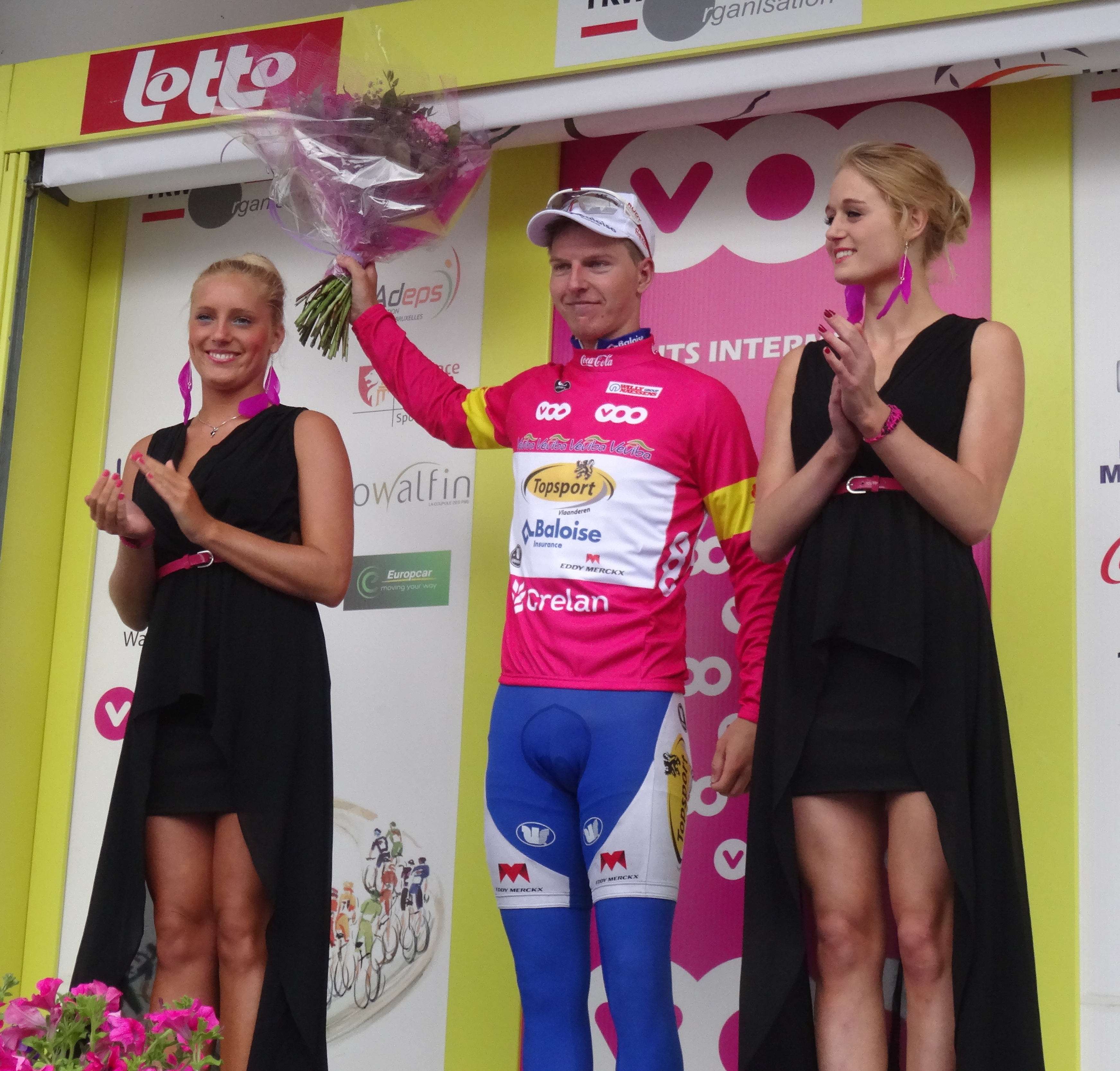
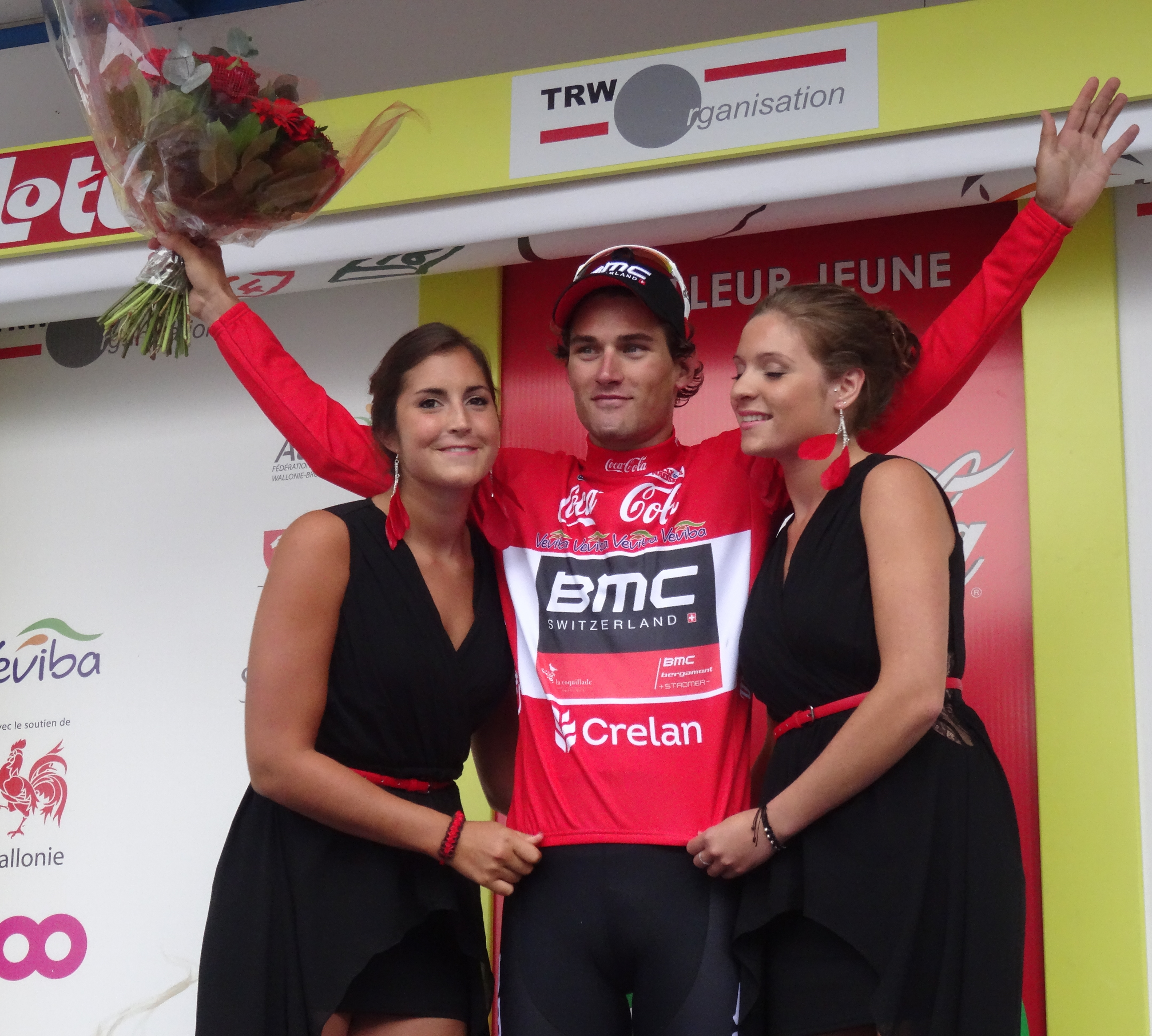
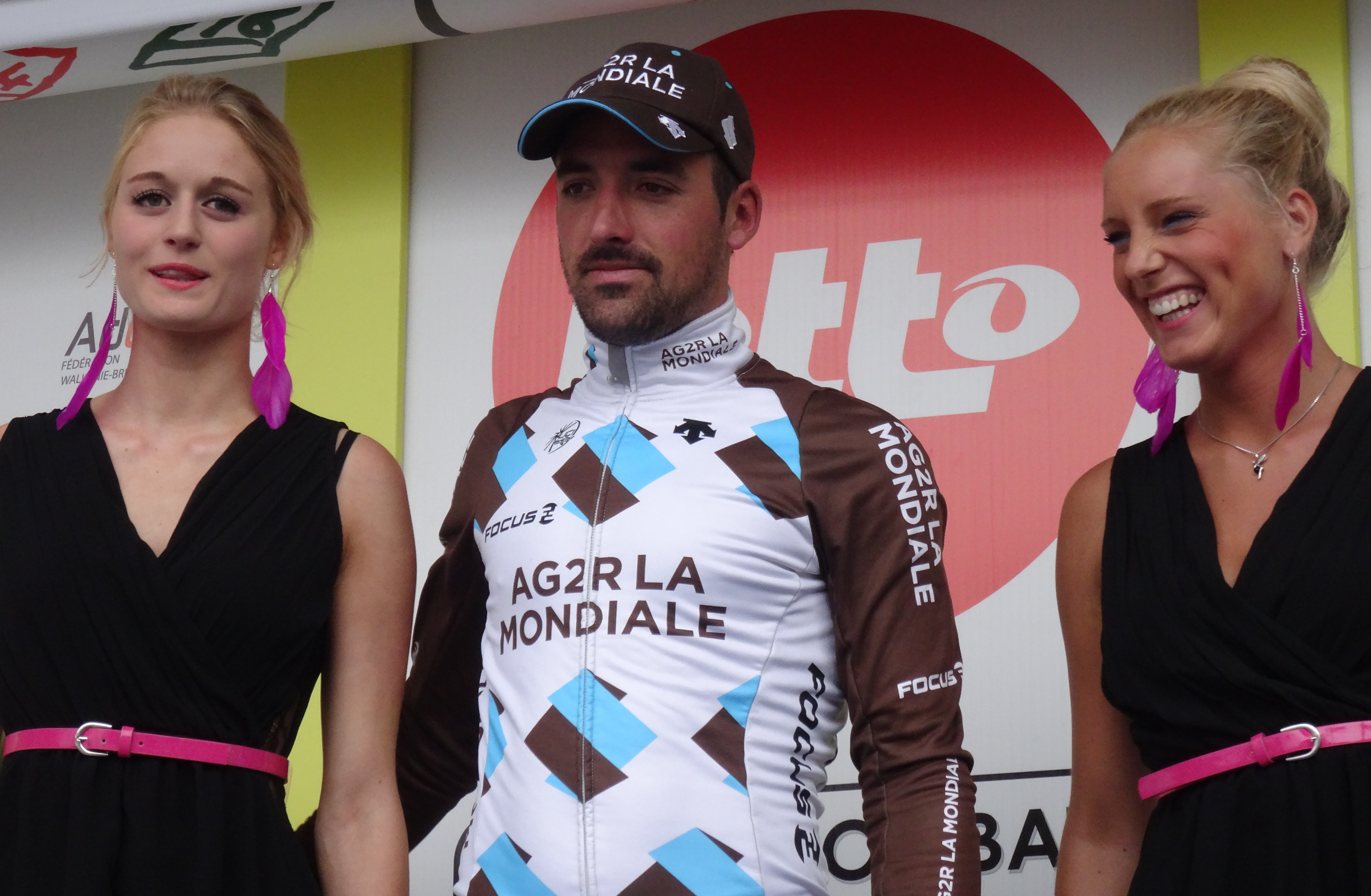

| Somme-Leuze - Neufchâteau (174,1 km) |                    |                             |          |
| Plaats                               | Naam               | Ploeg                       | Tijd     |
| Winnaar                              | Juan José Lobato   | Movistar                    | 4u35'20" |
| 2                                    | Gianni Meersman    | Omega Pharma-Quick-Step     | z.t.     |
| 3                                    | Silvan Dillier     | BMC Racing Team             | z.t.     |
| 4                                    | Anthony Roux       | FDJ.fr                      | z.t.     |
| 5                                    | Christophe Laporte | Cofidis                     | z.t.     |
| 6                                    | Pim Ligthart       | Lotto-Belisol               | z.t.     |
| 7                                    | Lloyd Mondory      | AG2R La Mondiale            | z.t.     |
| 8                                    | Laurent Evrard     | Wallonie-Bruxelles          | z.t.     |
| 9                                    | Matti Breschel     | Tinkoff-Saxo                | z.t.     |
| 10                                   | Thomas Sprengers   | Topsport Vlaanderen-Baloise | z.t.     |

| Algemeen klassement |                         |                             |          |
| Plaats              | Naam                    | Ploeg                       | Tijd     |
| Gele trui           | Gianni Meersman         | Omega Pharma-Quick-Step     | 13u05'49 |
| 2                   | Juan José Lobato        | Movistar                    | + 11"    |
| 3                   | Zico Waeytens           | Topsport Vlaanderen-Baloise | + 15"    |
| 4                   | Silvan Dillier          | BMC Racing Team             | + 16"    |
| 5                   | Christopher Juul-Jensen | Tinkoff-Saxo                | + 19"    |
| 6                   | Sebastian Lander        | BMC Racing Team             | z.t.     |
| 7                   | Pieter Jacobs           | Topsport Vlaanderen-Baloise | + 21"    |
| 8                   | Lloyd Mondory           | AG2R La Mondiale            | + 22"    |
| 9                   | Matti Breschel          | Tinkoff-Saxo                | + 23"    |
| 10                  | Sébastien Turgot        | AG2R La Mondiale            | z.t.     |
|                     |                         |                             |          |
| 13                  | Nick van der Lijke      | Belkin                      | + 24"    |

### 4e etappe

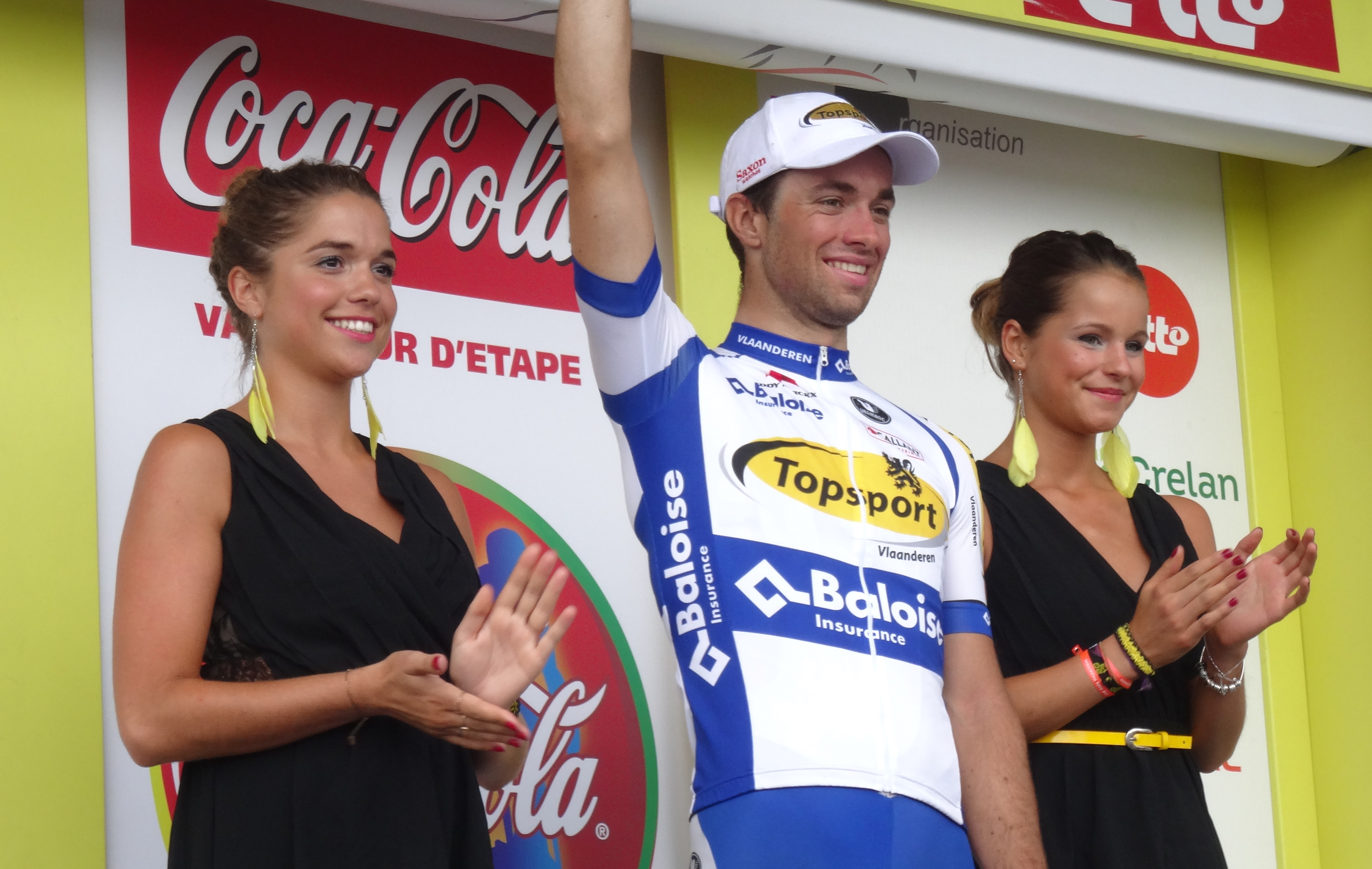
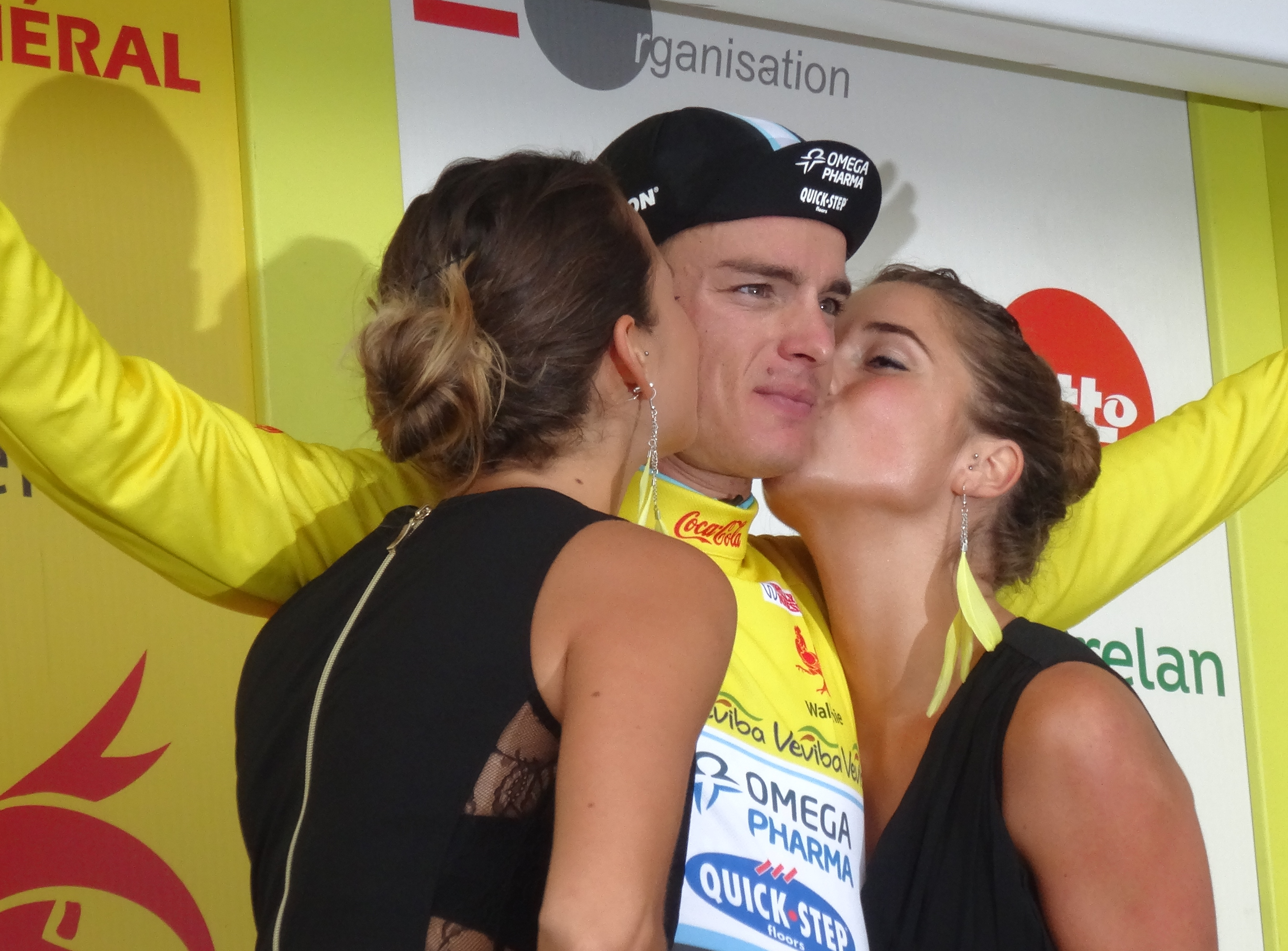
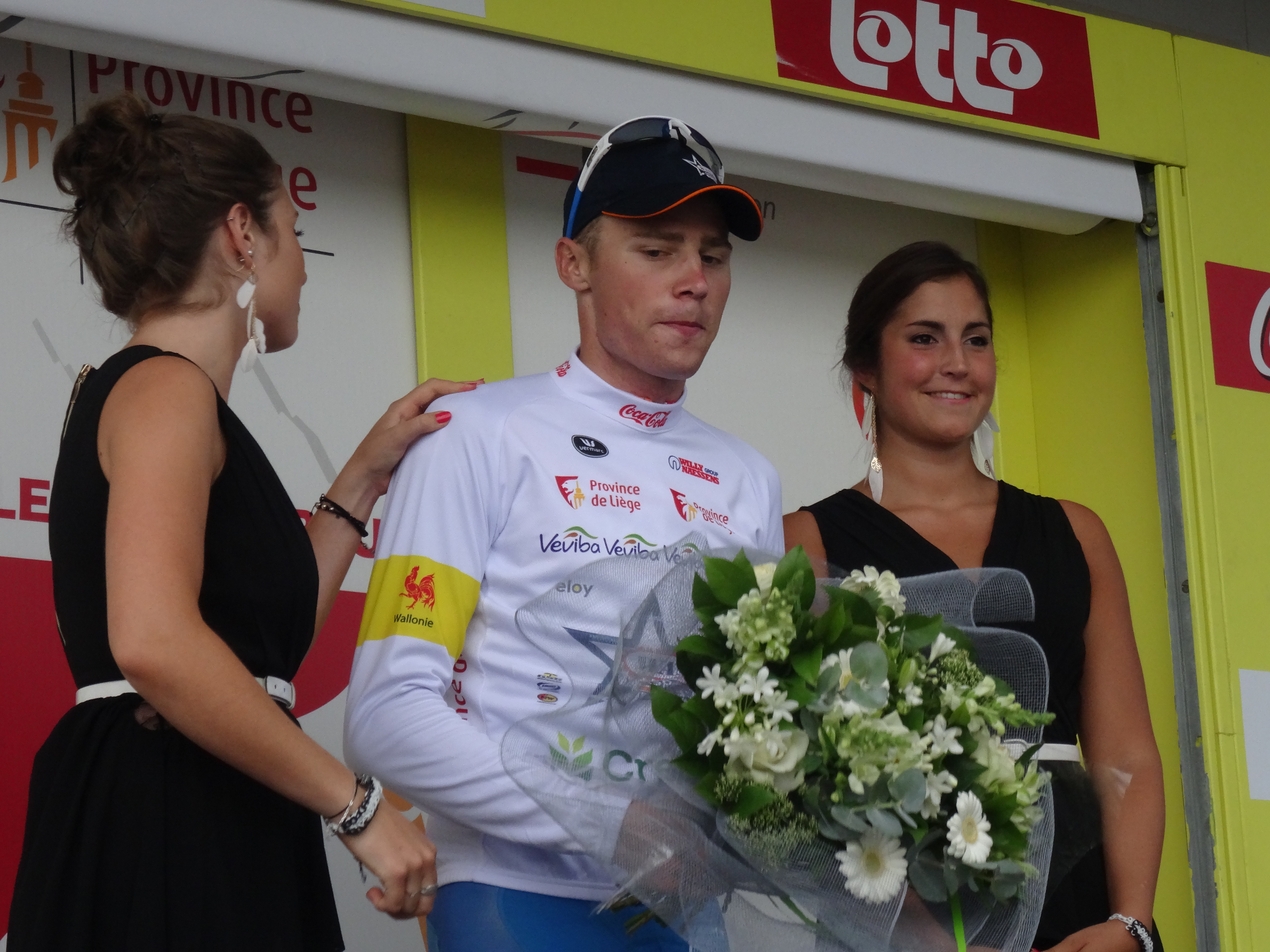
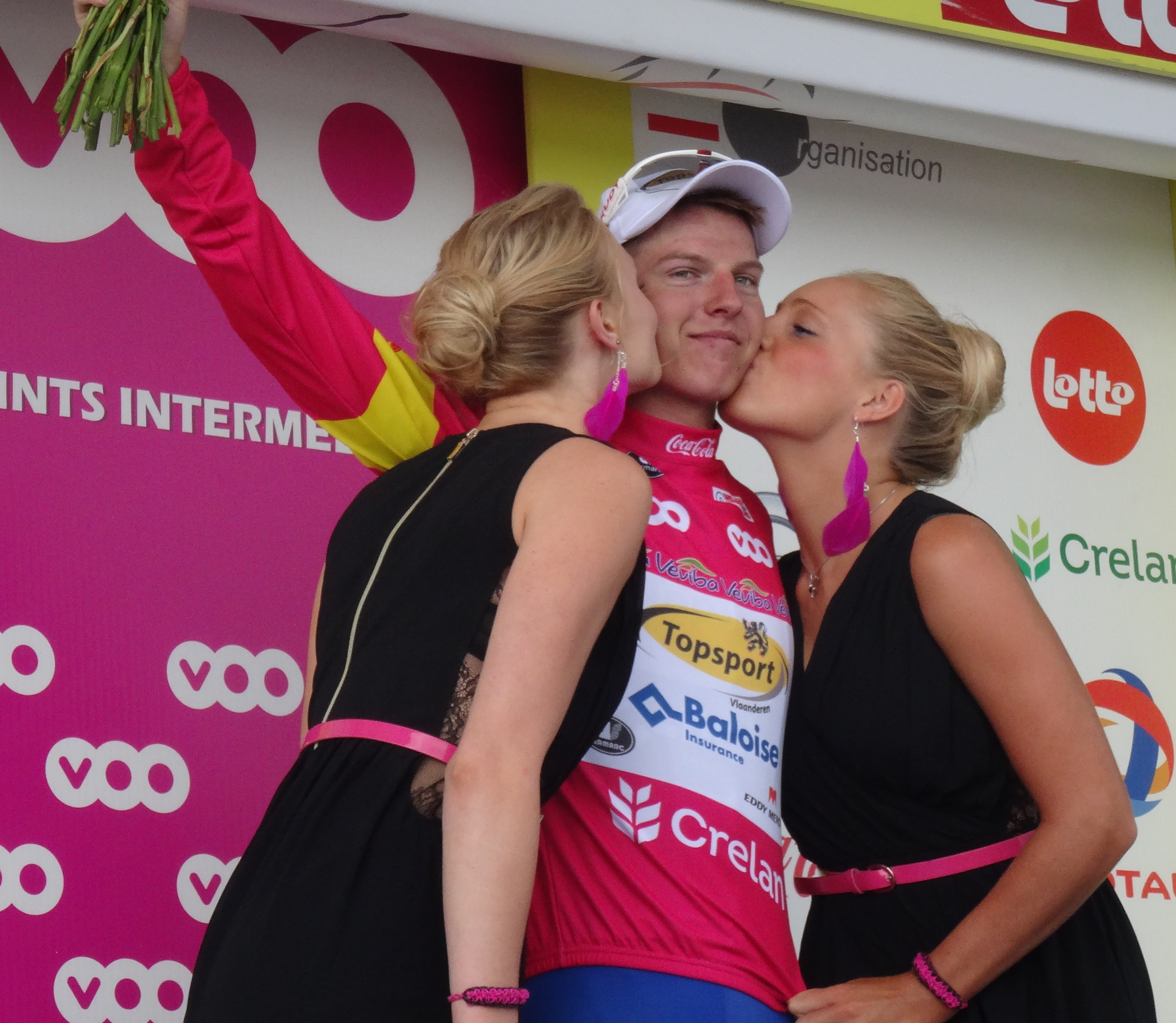
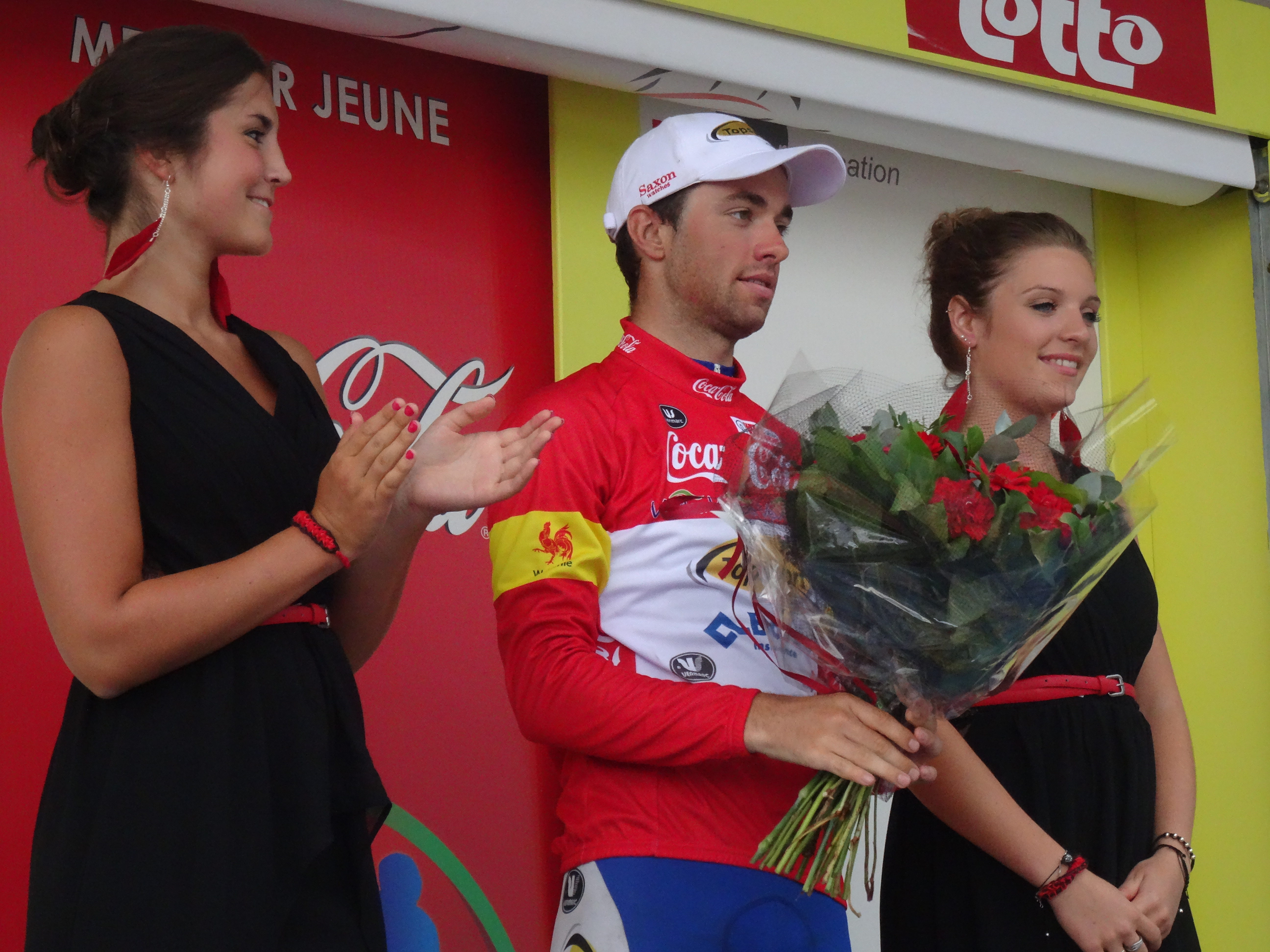
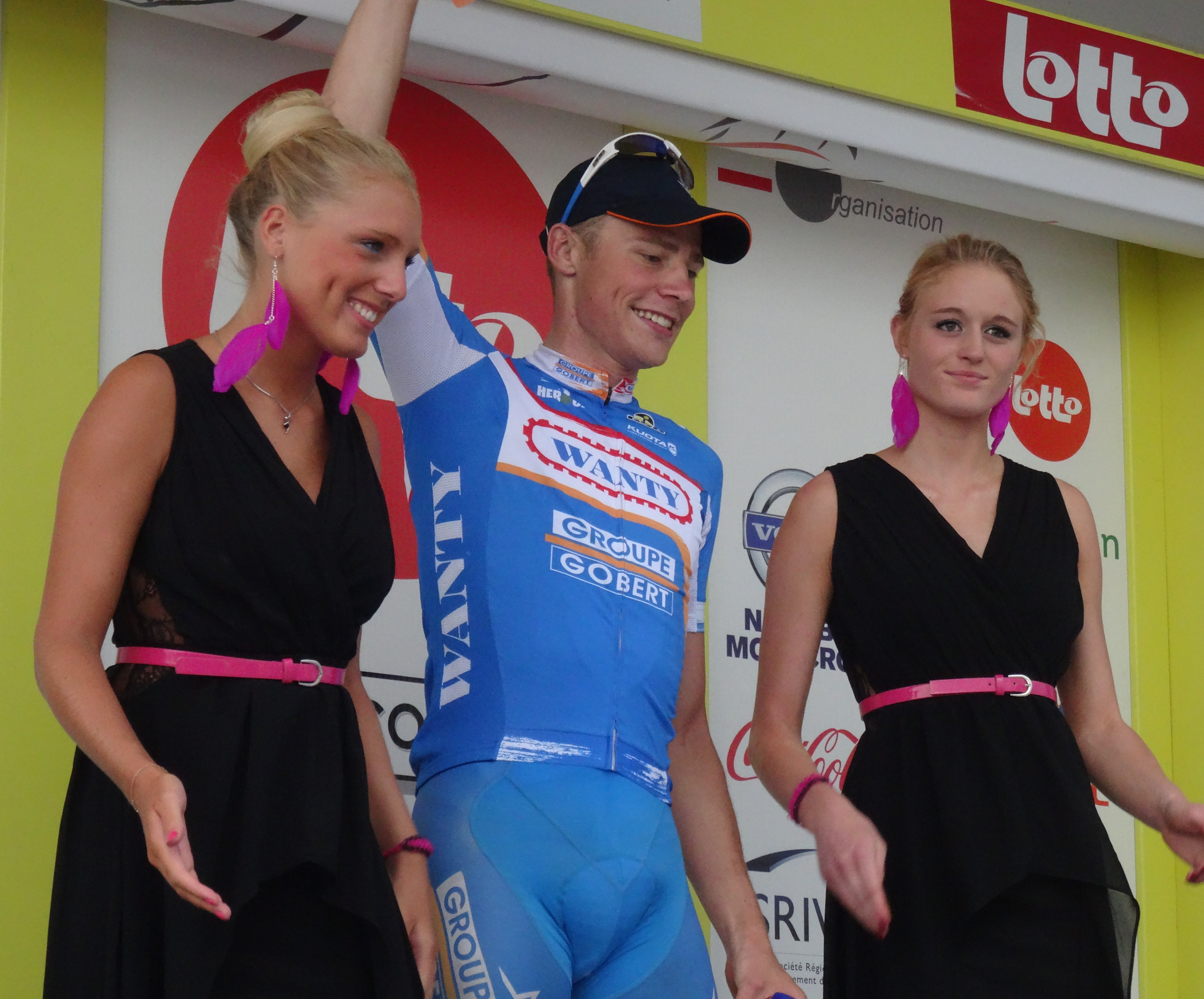

| Herve - Borgworm (174,9 km) |                        |                             |          |
| Plaats                      | Naam                   | Ploeg                       | Tijd     |
| Winnaar                     | Tom Van Asbroeck       | Topsport Vlaanderen-Baloise | 4u38'41" |
| 2                           | Gianni Meersman        | Omega Pharma-Quick-Step     | z.t.     |
| 3                           | Vjatsjeslav Koeznetsov | Katjoesja                   | z.t.     |
| 4                           | Silvan Dillier         | BMC Racing Team             | z.t.     |
| 5                           | Nick van der Lijke     | Belkin                      | z.t.     |
| 6                           | Matti Breschel         | Tinkoff-Saxo                | z.t.     |
| 7                           | Anthony Roux           | FDJ.fr                      | z.t.     |
| 8                           | Francisco Ventoso      | Movistar                    | z.t.     |
| 9                           | Juan José Lobato       | Movistar                    | z.t.     |
| 10                          | Lloyd Mondory          | AG2R La Mondiale            | z.t.     |

| Algemeen klassement |                         |                             |          |
| Plaats              | Naam                    | Ploeg                       | Tijd     |
| Gele trui           | Gianni Meersman         | Omega Pharma-Quick-Step     | 17u44'21 |
| 2                   | Juan José Lobato        | Movistar                    | + 20"    |
| 3                   | Silvan Dillier          | BMC Racing Team             | + 23"    |
| 4                   | Tom Van Asbroeck        | Topsport Vlaanderen-Baloise | z.t.     |
| 5                   | Zico Waeytens           | Topsport Vlaanderen-Baloise | + 24"    |
| 6                   | Christopher Juul-Jensen | Tinkoff-Saxo                | + 28"    |
| 7                   | Vjatsjeslav Koeznetsov  | Katjoesja                   | + 30"    |
| 8                   | Pieter Jacobs           | Topsport Vlaanderen-Baloise | z.t.     |
| 9                   | Lloyd Mondory           | AG2R La Mondiale            | + 31"    |
| 10                  | Pim Ligthart            | Lotto-Belisol               | z.t.     |

### 5e etappe
| Malmedy - Ans (180,6 km) |                        |                             |          |
| Plaats                   | Naam                   | Ploeg                       | Tijd     |
| Winnaar                  | Gianni Meersman        | Omega Pharma-Quick-Step     | 4u33'00" |
| 2                        | Yves Lampaert          | Topsport Vlaanderen-Baloise | z.t.     |
| 3                        | Jasper Stuyven         | Trek Factory Racing         | z.t.     |
| 4                        | Lloyd Mondory          | AG2R La Mondiale            | z.t.     |
| 5                        | Christophe Laborie     | Cofidis                     | z.t.     |
| 6                        | Silvan Dillier         | BMC Racing Team             | z.t.     |
| 7                        | Anthony Roux           | FDJ.fr                      | z.t.     |
| 8                        | Pablo Lastras          | Movistar                    | z.t.     |
| 9                        | Vjatsjeslav Koeznetsov | Katjoesja                   | z.t.     |
| 10                       | Zdeněk Štybar          | Omega Pharma-Quick-Step     | z.t.     |
|                          |                        |                             |          |
| 26                       | Wout Poels             | Omega Pharma-Quick-Step     | z.t.     |

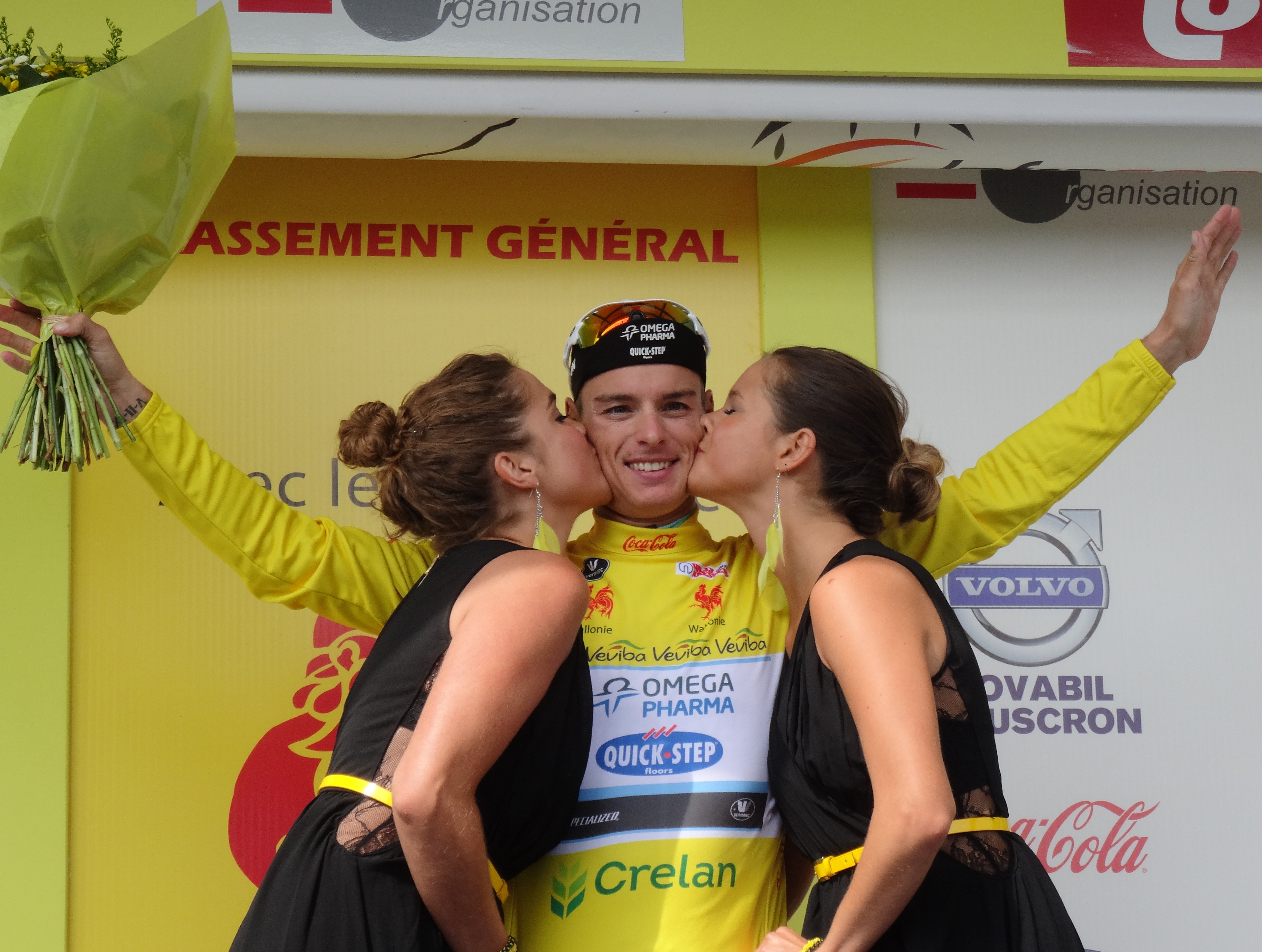
Gianni Meersman.
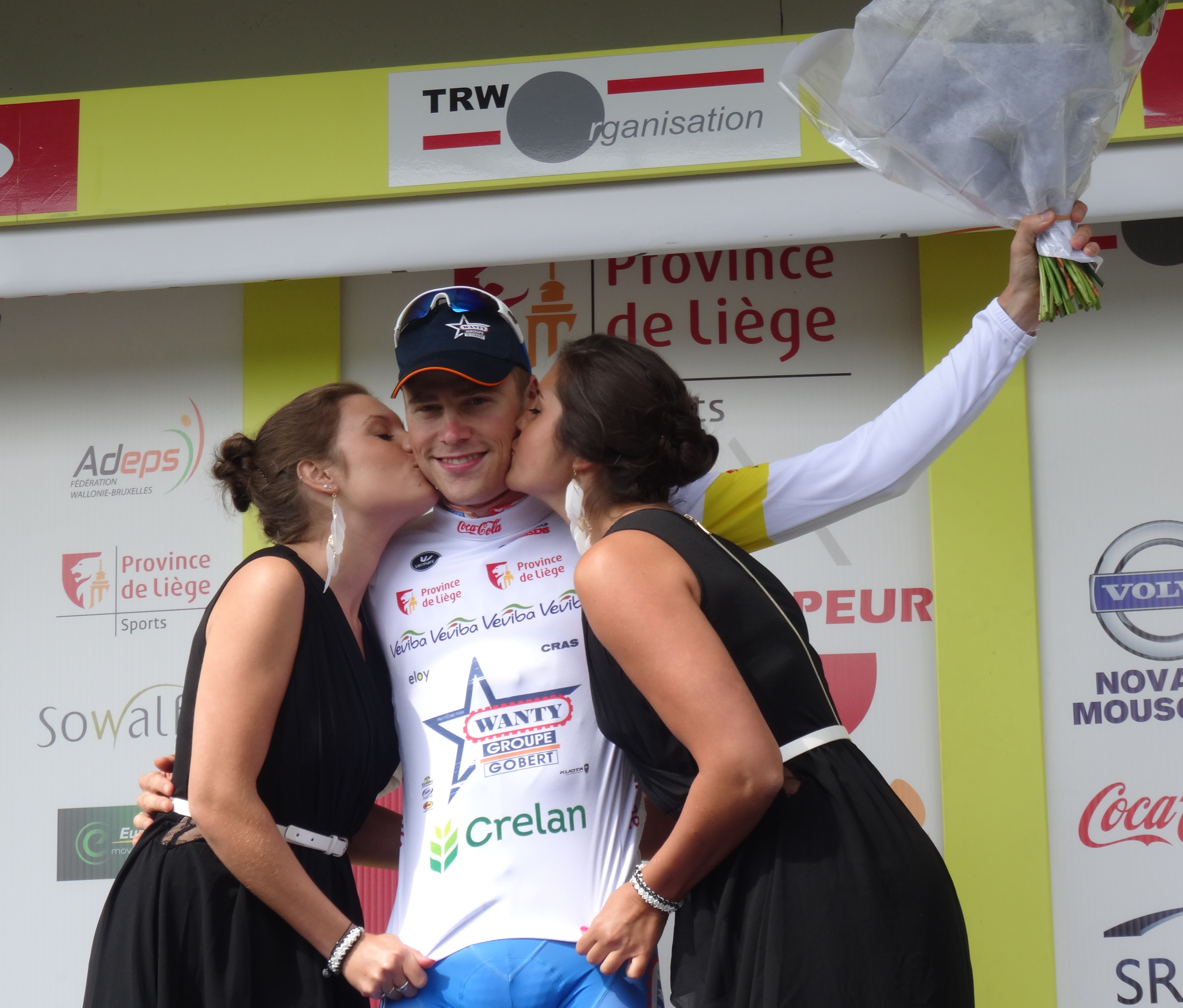
Kévin Van Melsen.
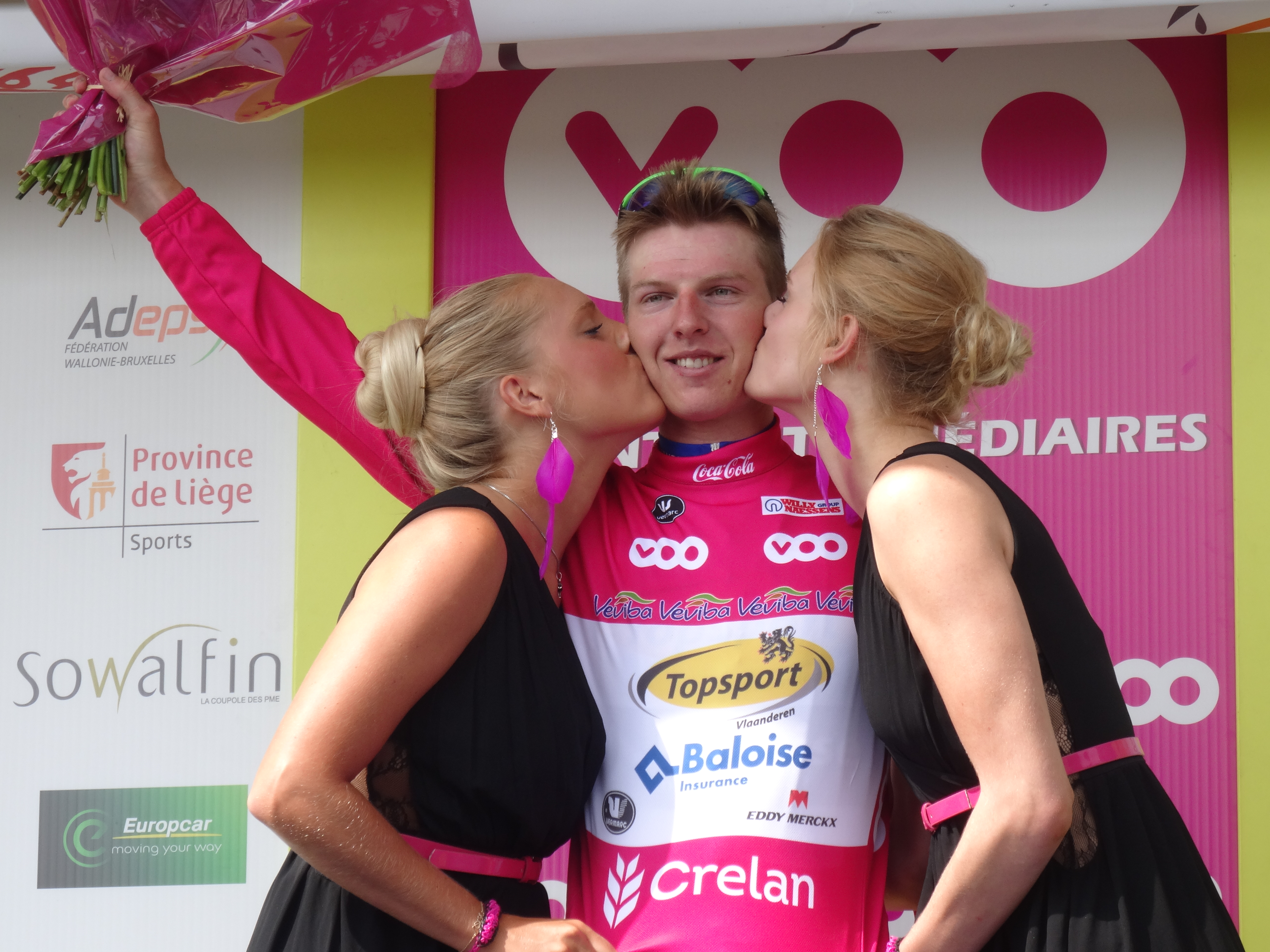
Zico Waeytens.
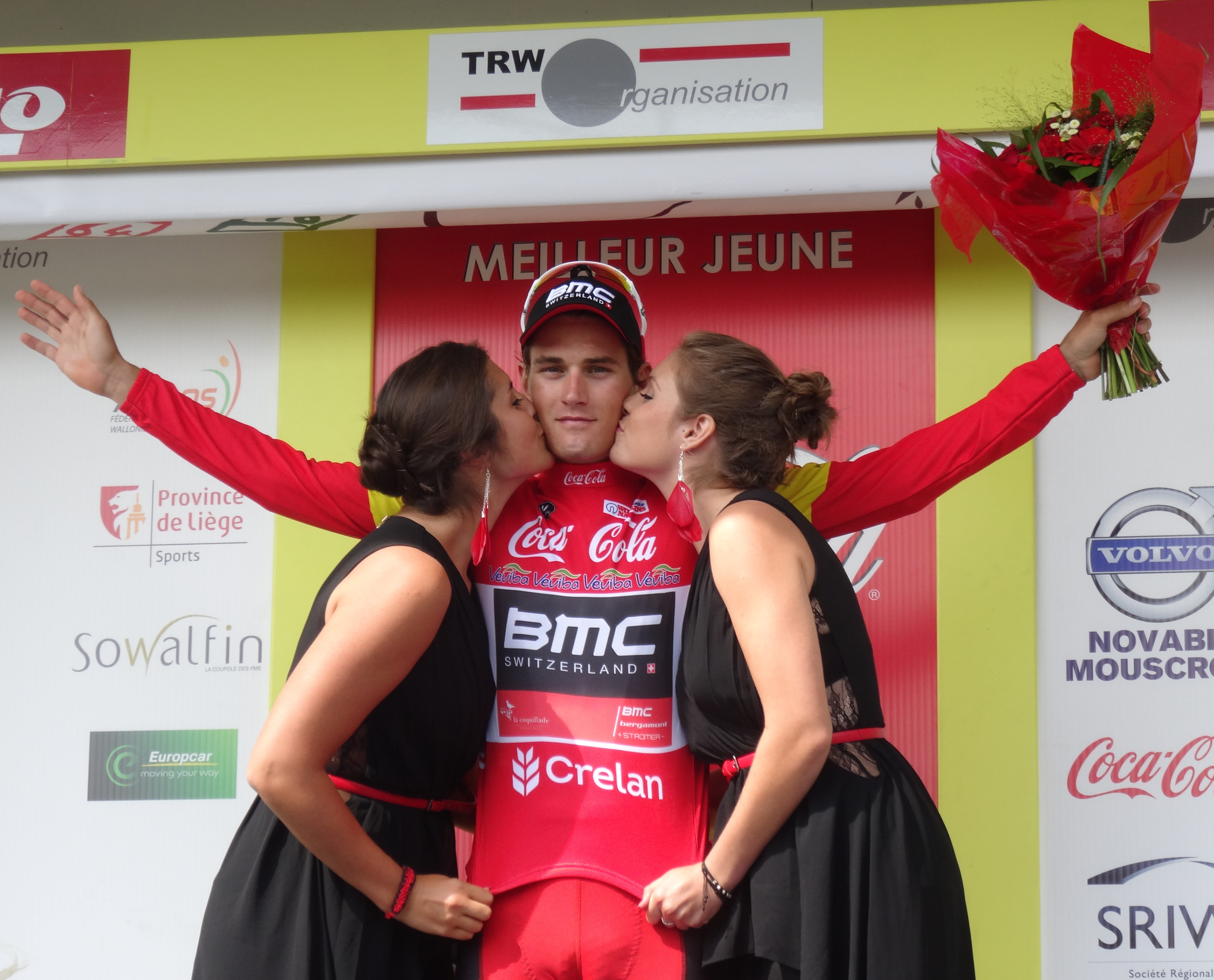
Silvan Dillier.
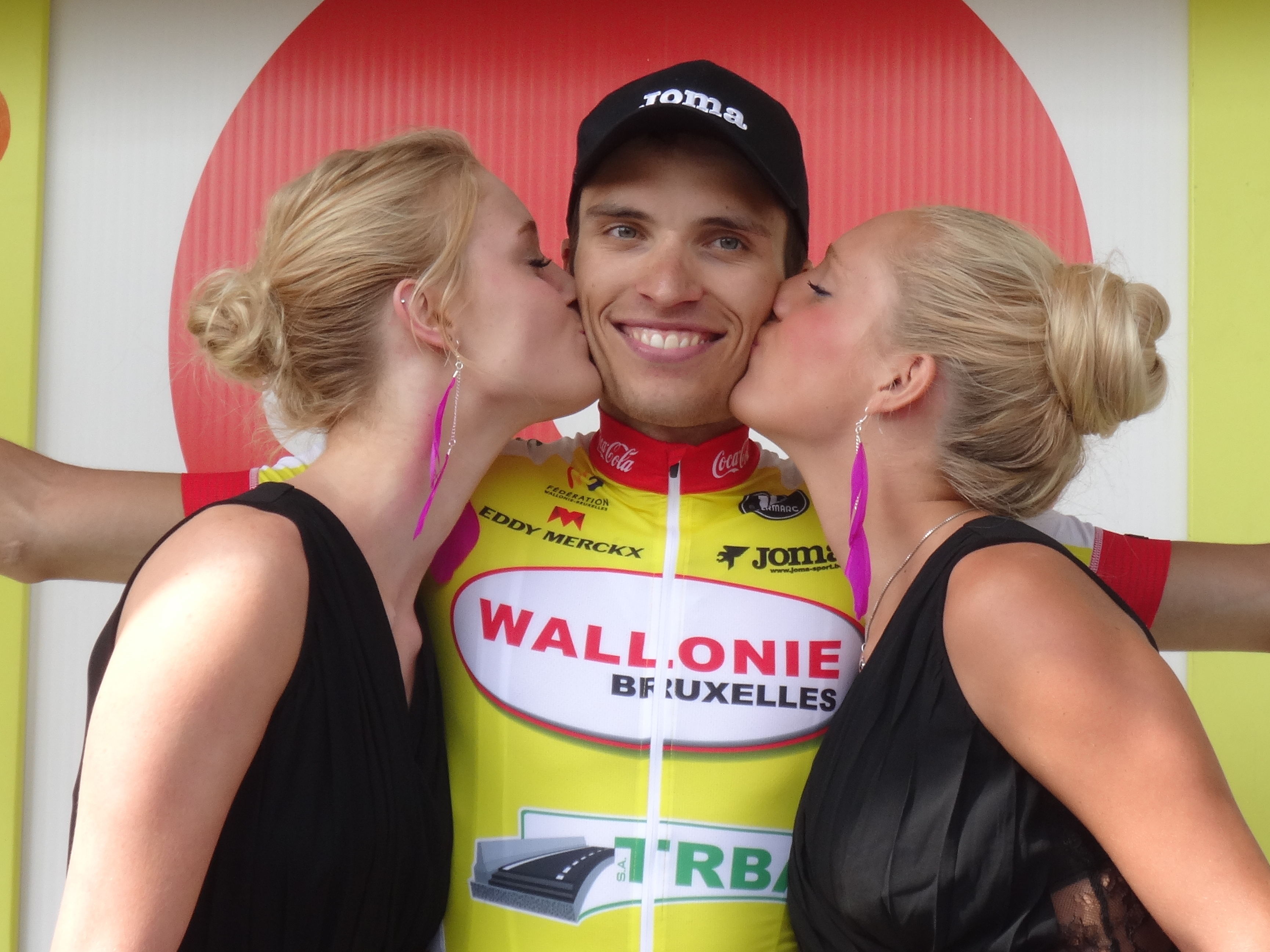
Maxime Anciaux.

## Eindklassementen
| Plaats    | Naam                    | Ploeg                       | Tijd      |
| --------- | ----------------------- | --------------------------- | --------- |
| Gele trui | Gianni Meersman         | Omega Pharma-Quick-Step     | 22u17'11" |
| 2         | Juan José Lobato        | Movistar                    | + 30"     |
| 3         | Silvan Dillier          | BMC Racing Team             | + 33"     |
| 4         | Tom Van Asbroeck        | Topsport Vlaanderen-Baloise | z.t.      |
| 5         | Zico Waeytens           | Topsport Vlaanderen-Baloise | + 35"     |
| 6         | Christopher Juul-Jensen | Tinkoff-Saxo                | + 38"     |
| 7         | Vjatsjeslav Koeznetsov  | Katjoesja                   | + 40"     |
| 8         | Lloyd Mondory           | AG2R La Mondiale            | + 41"     |
| 9         | Pim Ligthart            | Lotto-Belisol               | z.t.      |
| 10        | Pavel Kotsjetkov        | Katjoesja                   | + 42"     |
| 11        | Sébastien Turgot        | AG2R La Mondiale            | z.t.      |
| 12        | Pablo Lastras           | Movistar                    | z.t.      |
| 13        | Christophe Laborie      | Cofidis                     | + 43"     |
| 14        | Zdeněk Štybar           | Omega Pharma-Quick-Step     | z.t.      |
| 15        | Nick van der Lijke      | Belkin                      | z.t.      |
| 16        | Anthony Roux            | FDJ.fr                      | + 44"     |
| 17        | Yoann Offredo           | FDJ.fr                      | z.t.      |
| 18        | Dominik Nerz            | BMC Racing Team             | z.t.      |
| 19        | Sébastien Delfosse      | Wallonie-Bruxelles          | z.t.      |
| 20        | Manuele Boaro           | Tinkoff-Saxo                | z.t.      |

| Plaats | Naam               | Ploeg                   | Punten |
| ------ | ------------------ | ----------------------- | ------ |
| 1      | Gianni Meersman    | Omega Pharma-Quick-Step | 105    |
| 2      | Silvan Dillier     | BMC Racing Team         | 56     |
| 3      | Juan José Lobato   | Movistar                | 52     |
|        |                    |                         |        |
| 10     | Nick van der Lijke | Belkin                  | 23     |

| Plaats     | Naam                    | Ploeg               | Punten |
| ---------- | ----------------------- | ------------------- | ------ |
| Witte trui | Kévin Van Melsen        | Wanty-Groupe Gobert | 86     |
| 2          | Christopher Juul-Jensen | Tinkoff-Saxo        | 48     |
| 3          | Julien Stassen          | Wallonie-Bruxelles  | 44     |
|            |                         |                     |        |
| 16         | Pim Ligthart            | Lotto-Belisol       | 12     |

| Plaats    | Naam             | Ploeg                       | Punten |
| --------- | ---------------- | --------------------------- | ------ |
| Roze trui | Zico Waeytens    | Topsport Vlaanderen-Baloise | 16     |
| 2         | Gianni Meersman  | Omega Pharma-Quick-Step     | 14     |
| 3         | Sebastian Lander | BMC Racing Team             | 11     |
|           |                  |                             |        |
| 12        | Pim Ligthart     | Lotto-Belisol               | 5      |

| Plaats    | Naam               | Ploeg                       | Tijd      |
| --------- | ------------------ | --------------------------- | --------- |
| Rode trui | Silvan Dillier     | BMC Racing Team             | 22u17'44" |
| 2         | Tom Van Asbroeck   | Topsport Vlaanderen-Baloise | z.t.      |
| 3         | Zico Waeytens      | Topsport Vlaanderen-Baloise | + 1"      |
|           |                    |                             |           |
| 5         | Nick van der Lijke | Belkin                      | + 10"     |

| Plaats | Ploeg                       | Tijd      |
| ------ | --------------------------- | --------- |
| 1      | Topsport Vlaanderen-Baloise | 66u53'44" |
| 2      | AG2R La Mondiale            | z.t.      |
| 3      | Tinkoff-Saxo                | z.t.      |

## Klassementenverloop
| Etappe       | Winnaar          | Algemeen klassement · | Puntenklassement | Bergklassement ·        | Sprintklassement · | Jongerenklassement · | Ploegenklassement ·         |
| ------------ | ---------------- | --------------------- | ---------------- | ----------------------- | ------------------ | -------------------- | --------------------------- |
| 1            | Jens Debusschere | Jens Debusschere      | Jens Debusschere | Julien Stassen          | Zico Waeytens      | Louis Verhelst       | Katjoesja                   |
| 2            | Giacomo Nizzolo  | Gianni Meersman       | Gianni Meersman  | Julien Stassen          | Zico Waeytens      | Silvan Dillier       | AG2R La Mondiale            |
| 3            | Juan José Lobato | Gianni Meersman       | Gianni Meersman  | Christopher Juul-Jensen | Zico Waeytens      | Silvan Dillier       | Topsport Vlaanderen-Baloise |
| 4            | Tom Van Asbroeck | Gianni Meersman       | Gianni Meersman  | Kévin Van Melsen        | Zico Waeytens      | Tom Van Asbroeck     | Topsport Vlaanderen-Baloise |
| 5            | Gianni Meersman  | Gianni Meersman       | Gianni Meersman  | Kévin Van Melsen        | Zico Waeytens      | Silvan Dillier       | Topsport Vlaanderen-Baloise |
| 0Eindstanden | 0Eindstanden     | Gianni Meersman       | Gianni Meersman  | Kévin Van Melsen        | Zico Waeytens      | Silvan Dillier       | Topsport Vlaanderen-Baloise |

## UCI Europe Tour
In deze Ronde van Wallonië waren punten te verdienen voor de ranking in de UCI Europe Tour 2014. Enkel renners die uitkwamen voor een (pro-)continentale ploeg, maakten aanspraak om punten te verdienen.
| Positie                      | 1e  | 2e | 3e | 4e | 5e | 6e | 7e | 8e | 9e | 10e | 11e | 12e | 13e | 14e | 15e |
| Eindklassement               | 100 | 70 | 40 | 30 | 25 | 20 | 15 | 10 | 9  | 8   | 7   | 6   | 5   | 4   | 3   |
| Per etappe                   | 20  | 14 | 8  | 7  | 6  | 5  | 4  | 2  |    |     |     |     |     |     |     |
| Drager leiderstrui (per dag) | 10  |    |    |    |    |    |    |    |    |     |     |     |     |     |     |

| # | Renner             | Ploeg                       | Punten |
| - | ------------------ | --------------------------- | ------ |
| 1 | Tom Van Asbroeck   | Topsport Vlaanderen-Baloise | 54     |
| 2 | Zico Waeytens      | Topsport Vlaanderen-Baloise | 25     |
| 3 | Christophe Laporte | Cofidis                     | 21     |
| 4 | Yves Lampaert      | Topsport Vlaanderen-Baloise | 14     |
| 5 | Louis Verhelst     | Cofidis                     | 4      |
| 6 | Laurent Evrard     | Wallonie-Bruxelles          | 2      |

1996 · 1997 · 1998 · 1999 · 2000 · 2001 · 2002 · 2003 · 2004 · 2005 · 2006 · 2007 · 2008 · 2009 · 2010 · 2011 · 2012 · 2013 · 2014 · 2015 · 2016 · 2017 · 2018 · 2019 · 2020 · 2021 · 2022 · 2023 · 2024
Etappewedstrijden

 Ster van Bessèges ·
 Ronde van de Middellandse Zee ·
 Ruta del Sol ·
 Ronde van de Algarve ·
 Ronde van de Haut-Var ·
 Driedaagse van West-Vlaanderen ·
 Internationale Wielerweek ·
 Internationaal Wegcriterium ·
 Driedaagse van De Panne-Koksijde ·
 Ronde van de Sarthe ·
 Ronde van Trentino ·
 Ronde van Turkije ·
 Vierdaagse van Duinkerke ·
 Ronde van Azerbeidzjan ·
 Szlakiem Grodów Piastowskich ·
 Ronde van Castilië en León ·
 Ronde van Picardië ·
 Ronde van Noorwegen ·
 World Ports Classic ·
 Ronde van Beieren ·
 Ronde van België ·
 Tour des Fjords ·
 Ronde van Estland ·
 Ronde van Luxemburg ·
 Boucles de la Mayenne ·
 Ster ZLM Toer ·
 Ronde van Slovenië ·
 Route du Sud ·
 Ronde van Oostenrijk ·
 Sibiu Cycling Tour ·
 Ronde van Wallonië ·
 Ronde van Portugal ·
 Ronde van Denemarken ·
 Ronde van de Ain ·
 Ronde van Burgos ·
 Arctic Race of Norway ·
 Ronde van de Limousin ·
 Ronde van Poitou-Charentes ·
 Ronde van Groot-Brittannië ·
 Ronde van Gévaudan Languedoc-Roussillon ·
 Eurométropole Tour
Eendaagse wedstrijden

 GP La Marseillaise ·
 Grote Prijs van de Etruskische Kust ·
 Trofeo Palma ·
 Trofeo Ses Salines ·
 Trofeo Serra de Tramuntana ·
 Trofeo Platja de Muro ·
 Trofeo Laigueglia ·
 Ronde van Murcia ·
 Omloop Het Nieuwsblad ·
 Classic Sud Ardèche ·
 GP Lugano ·
 Clásica de Almería ·
 Kuurne-Brussel-Kuurne ·
 La Drôme Classic ·
 Le Samyn ·
 GP Città di Camaiore ·
 Strade Bianche ·
 Roma Maxima ·
 Ronde van Drenthe ·
 Dwars door Drenthe ·
 Nokere Koerse ·
 GP Nobili Rubinetterie ·
 Handzame Classic ·
 Classic Loire-Atlantique ·
 Grote Prijs van Cholet-Pays de Loire ·
 Dwars door Vlaanderen ·
 Route Adélie de Vitré ·
 Volta Limburg Classic ·
 Grote Prijs Miguel Indurain ·
 Ronde van La Rioja ·
 Scheldeprijs ·
 GP Cerami ·
 Klasika Primavera ·
 Parijs-Camembert ·
 Brabantse Pijl ·
 GP Denain ·
 Ronde van de Finistère ·
 Tro Bro Léon ·
 Ronde van Keulen ·
 La Roue Tourangelle ·
 Rund um den Finanzplatz Eschborn-Frankfurt ·
 Ronde van de Somme ·
 ProRace Berlin ·
 Grote Prijs van Plumelec ·
 Boucles de l'Aulne ·
 Ronde van Zeeland Seaports ·
 GP Kanton Aargau ·
 Ronde van Limburg ·
 Ronde van de Apennijnen ·
 Halle-Ingooigem ·
 Prueba Villafranca de Ordizia ·
 GP Industria & Artigianato-Larciano ·
 Ronde van Toscane ·
 Circuito de Getxo ·
 Polynormande ·
 RideLondon Classic ·
 GP Stad Zottegem ·
 Arnhem-Veenendaal Classic ·
 Châteauroux Classic de l'Indre ·
 Druivenkoers Overijse ·
 Brussels Cycling Classic ·
 GP Fourmies ·
 Ronde van de Doubs ·
 GP Jef Scherens ·
 Coppa Bernocchi ·
 GP van Wallonië ·
 Coppa Agostoni ·
 Ronde van de Drie Valleien ·
 Kampioenschap van Vlaanderen ·
 Grote Prijs Impanis-Van Petegem ·
 Memorial Marco Pantani ·
 GP Industria & Commercio di Prato ·
 GP van Isbergues ·
 Omloop van het Houtland ·
 Duo Normand ·
 Milaan-Turijn ·
 Ronde van het Münsterland ·
 Ronde van de Vendée ·
 Memorial Frank Vandenbroucke ·
 Coppa Sabatini ·
 Parijs-Bourges ·
 Ronde van Emilia ·
 Parijs-Tours ·
 GP Beghelli ·
 Nationale Sluitingsprijs ·
 Chrono des Nations